# مهره (زینتی)

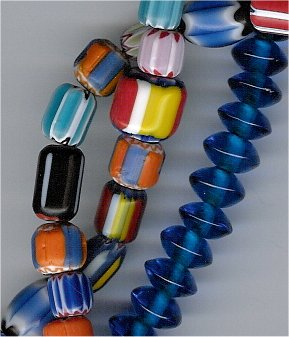
تعدادی مهره شیشه‌ای

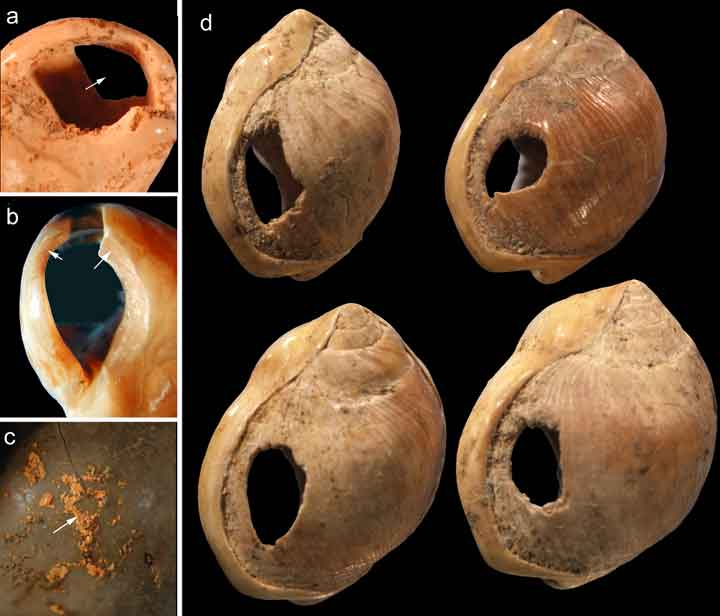
مهره‌های کهن از جنس صدف حلزون دریایی یافته شده در غار بلومبوس (Blombos Cave)

مُهره زینتی (به انگلیسی: Bead) مهره یک جسم کوچک و تزئینی است که در اشکال و اندازه‌های مختلف و از موادی مانند سنگ، استخوان، پوسته صدف، شیشه، چوب، مروارید یا پلاستیک ساخته می‌شود و دارای یک سوراخ کوچک برای عبور نخ و ریسمان می‌باشد.
اندازه مهره‌ها از قطر زیر ۱ میلی‌متر (۰٫۰۳۹ اینچ) تا بیش از ۱ سانتی‌متر (۰٫۳۹ اینچ) است. تصور بر این است که یک جفت مهره از پوسته حلزون دریایی ناساریوس، تقریباً ۱۰۰۰۰۰ سال قدمت، اولین نمونه‌های شناخته شده جواهر هستند.
منجوق‌دوزی یا هنر ساخت وسایل با مهره است. مهره‌ها را می‌توان با نخ مخصوص یا سیم نرم و قابل انعطاف به هم بافت، یا روی یک سطح مانند پارچه یا خاک رس چسباند.

## تاریخچه
مهره‌ها حداقل ۴۰۰۰۰ سال در هر فرهنگی ساخته و استفاده شده‌اند. قدیمی‌ترین مردمان از مواد طبیعی مهره درست می‌کردند: استخوان، پوسته صدف، سنگ و دانه. همان‌طور که اجداد ما در سراسر جهان گسترش می‌یافتند، آثاری از خود به شکل مهره بر جای می‌گذاشتند. اولین مهره‌های به‌دست آمده از مواد مصنوعی توسط انسان، مهره‌های سفالی بودند که برای اولین بار در حدود ۵۵۰۰ سال پیش در مصر ساخته شدند.
اولین مهره‌های شیشه‌ای حدود ۳۵۰۰ سال پیش در مصر و بین‌النهرین ساخته شده است. شیشه‌گران باستان شیشه را از سه ماده ساده تهیه می‌کردند: شن، کربنات سدیم و سنگ آهک. با توسعه تمدن بشری، فن‌های جدید و پیچیده‌تری برای تولید آنها ظهور کرد و مهره‌های شیشه‌ای روز به روز پیچیده‌تر شدند.
حدود سال ۱۳۵۰ پیش از میلاد شیشه‌سازی یک فرایند شیمیایی پیچیده بود که اجازه می‌داد شیشه‌های موزاییک بی‌رنگ، مات و نوعی مات رنگی به نام «هِزاران‌گل» به‌دست‌آورد. کوره‌های مخصوصی نیز ساخته شد. رومیان سپس روند شیشه‌سازی را بیشتر بهبود بخشیدند و روند دمیدن را آغاز کردند.

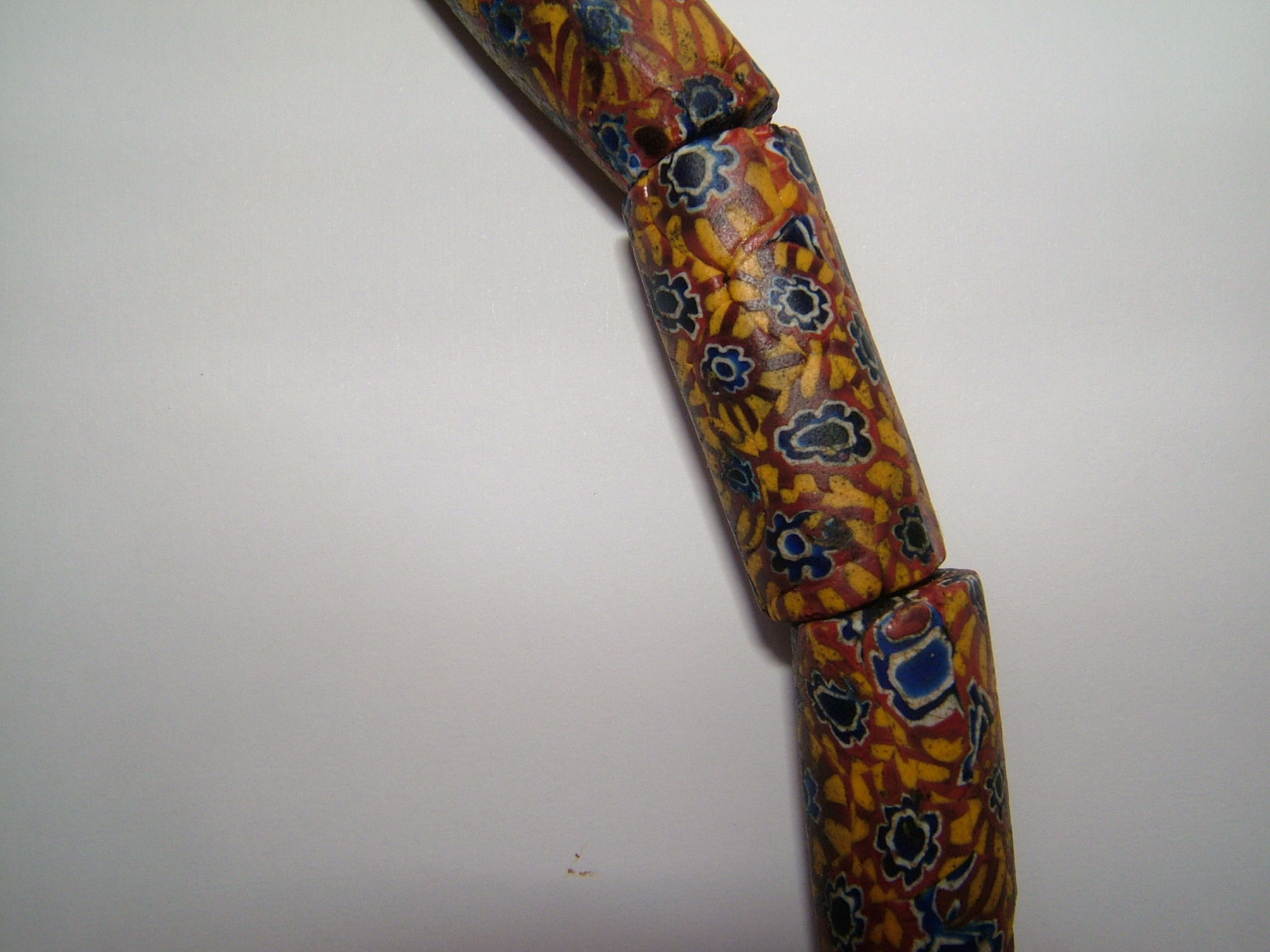
مهره‌های تجاری، ساخته شده به روش هزاران‌گل، قرن هجدهم

شیشه‌های اروپا در ابتدا و به‌طور عمده در ونیز تولید می‌شد. در اوایل سال ۱۲۹۱ از ترس اینکه انفجار کوره شیشه‌گری، شهر را ویران کند، بخشی از تولید را از ونیز به مورانو منتقل کردند. همراه با محبوبیت روزافزون و در دسترس بودن مهره‌های شیشه‌ای، تقاضا برای مهره‌های شیشه‌ای کاهش یافت.
مهره‌ها حتی به عنوان کالاهای تجاری به اسکاندیناوی، آفریقای مرکزی و چین ارسال می‌شدند. با سقوط امپراتوری روم، دوران طلایی مهره‌های شیشه‌ای به پایان رسید. در قرون وسطی، مهره‌های ساده، عمدتاً برای تسبیح تولید می‌شدند و بسیاری از روش‌های تولید فراموش شد.

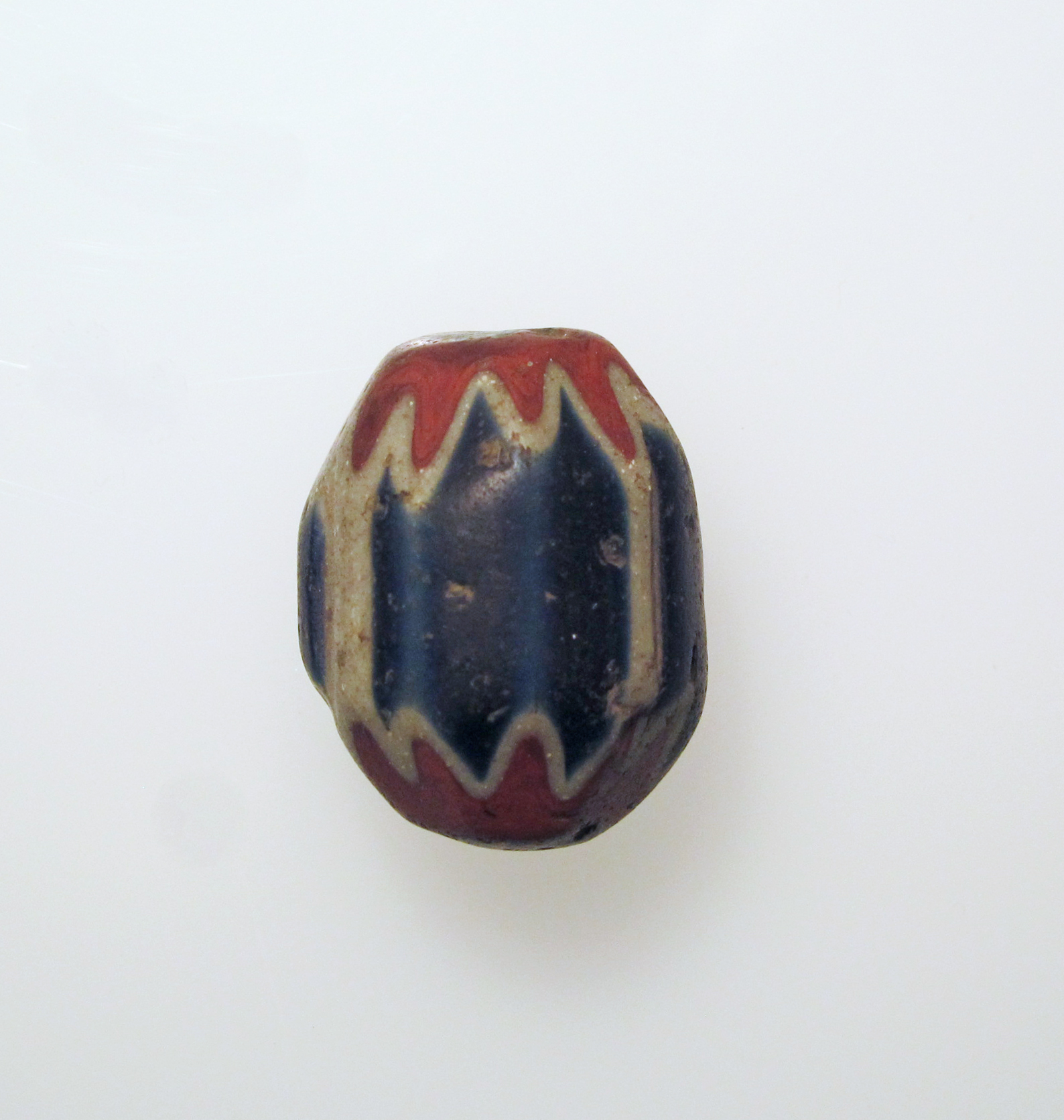
مهره شیشه‌ای ونیزی شِورون، نمایشگاه هنر متروپولیتن

تنها در قرن پانزدهم بود که صنعتگران ونیزی که در مورانو کار می‌کردند دوباره روش هزاران‌گل را کشف و شروع به ساخت دوباره مهره‌ها به این روش کردند. این مهره‌ها برای ساخت جواهرات و همچنین تجارت با آفریقا و آمریکای شمالی استفاده می‌شدند. در سال ۱۴۸۰، ماریتا باروویر، که از خانواده مشهور شیشه‌گران مورانو بود، معروف‌ترین مهره هزاران‌گل، معروف به شِورون یا روزِتا (Rosetta) را اختراع کرد. مهره از یک لوله شیشه‌ای توخالی با یک الگوی ستاره‌ای ۱۲ نقطه‌ای در تمام طول لوله ساخته شده بود.

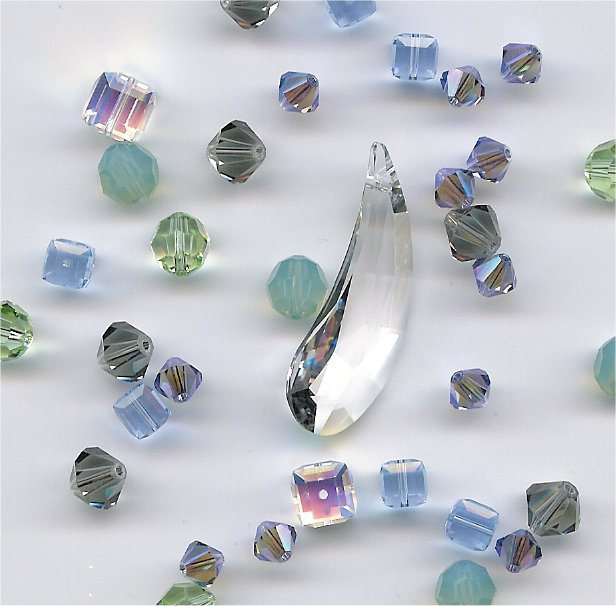
مهره‌های بلوری سواروفسکی (۶ میلی‌متر - ۸ میلی‌متر)، آویز ۳ سانتی‌متر

به دلیل افزایش تقاضا برای مهره‌های شیشه‌ای، تعداد کارخانه‌های مورانو از ۲۴ در سال ۱۵۲۵ به ۲۵۱ در سال ۱۶۰۶ افزایش یافت. در قرن شانزدهم، روشی برای تولید مهره شیشه‌ای توسعه یافت.
اوج تولید مهره‌های شیشه‌ای پس از فتح ونیز توسط ناپلئون در سال ۱۷۹۷ به پایان رسید.
تولید مهره‌های شیشه‌ای، براساس دانش و تجربه مورانو، به بوهمیا که در پایان قرن نوزدهم موقعیت یک تولیدکننده با ارزش مهره‌های شیشه‌ای را داشت منتقل شد. شرکت سواروسکی، تولیدکننده مهره‌های بلوری نیز تأسیس شد.
در اواسط قرن نوزدهم و تا اوایل قرن بیستم، شرکت‌های تجاری اروپا و متخصص در فروش مهره‌ها، کاتالوگ‌هایی را منتشر کردند که اکنون در نمایشگاه قرار دارند. در پایان قرن نوزدهم و آغاز قرن بیستم، تولید مهره‌های ونیزی احیا شد.
پس از جنگ جهانی دوم، تولید دوباره کاهش یافت. در قرن بیستم، مهره‌های ونیزی و مورانو عمدتاً برای نیاز تولیدکنندگان مُد تولید می‌شدند.
در حال حاضر، مهره‌های ساخته شده از پلاستیک سهم بیشتری از بازار را نسبت به مهره‌های شیشه‌ای به‌دست می‌آورند، مانند گذشته که مهره‌های شیشه‌ای جایگزین مهره‌های سفالی و آنهایی که از مواد طبیعی بودند شدند.

## نقش تجاری

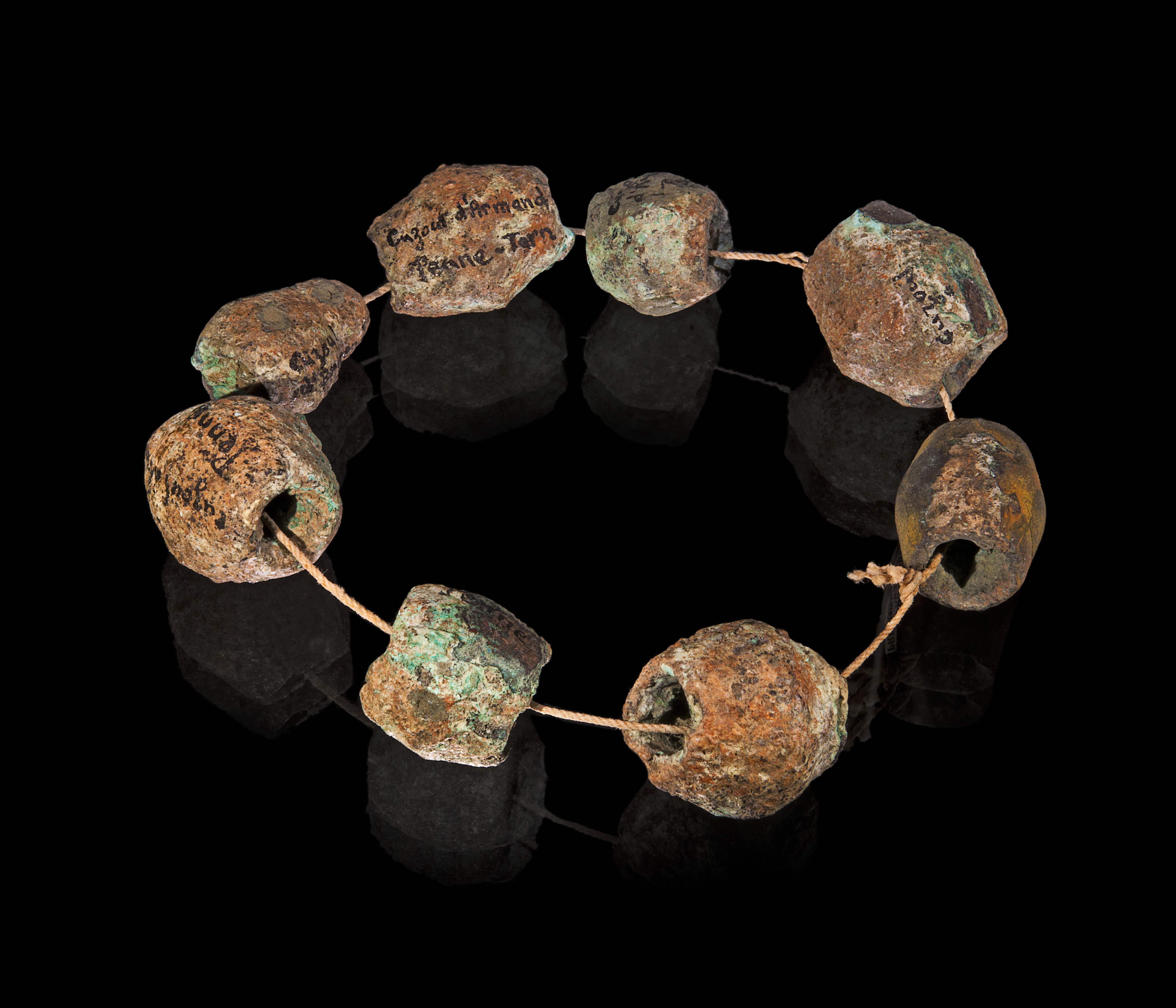
مهره‌هایی که در غار پنه، هولوسن، عصر مفرغ، ۱۸۰۰–۱۵۰۰ قبل از میلاد پیدا شده‌اند. اکنون در موزه تاریخ طبیعی تولوز است.

مهره‌های شیشه‌ای در تجارت بین اروپا و آفریقا و بین اروپا و آمریکا نقش داشته‌اند. در انگلیسی آنها را مهره‌های تجاری می‌نامند.
در قرن پانزدهم، مهره‌های شیشه‌ای اروپایی، که پرتغالی‌ها با کشتی به آفریقای غربی آوردند در آنجا رایج شد، آنها موارد منحصر به فرد و ارزشمندی محسوب می‌شدند، زیرا تولید شیشه در آفریقا شناخته شده نبود. در ازای مهره‌ها، منابع و ثروت‌های مختلف آفریقایی (طلا، عاج، روغن نخل) و همچنین بردگان خریداری شد. از طرف دیگر، آفریقایی‌ها از مهره‌های شیشه‌ای برای ایجاد تزئینات هنری با تأکید بر موقعیت بالای اجتماعی استفاده کردند.
از طرف دیگر، اولین اروپاییان (فاتحان و روحانیون اسپانیایی) که به آمریکای شمالی آمدند، مهره‌های شیشه‌ای را با پوست حیوانات و سایر محصولات با سرخپوستان آمریکا مبادله کردند.

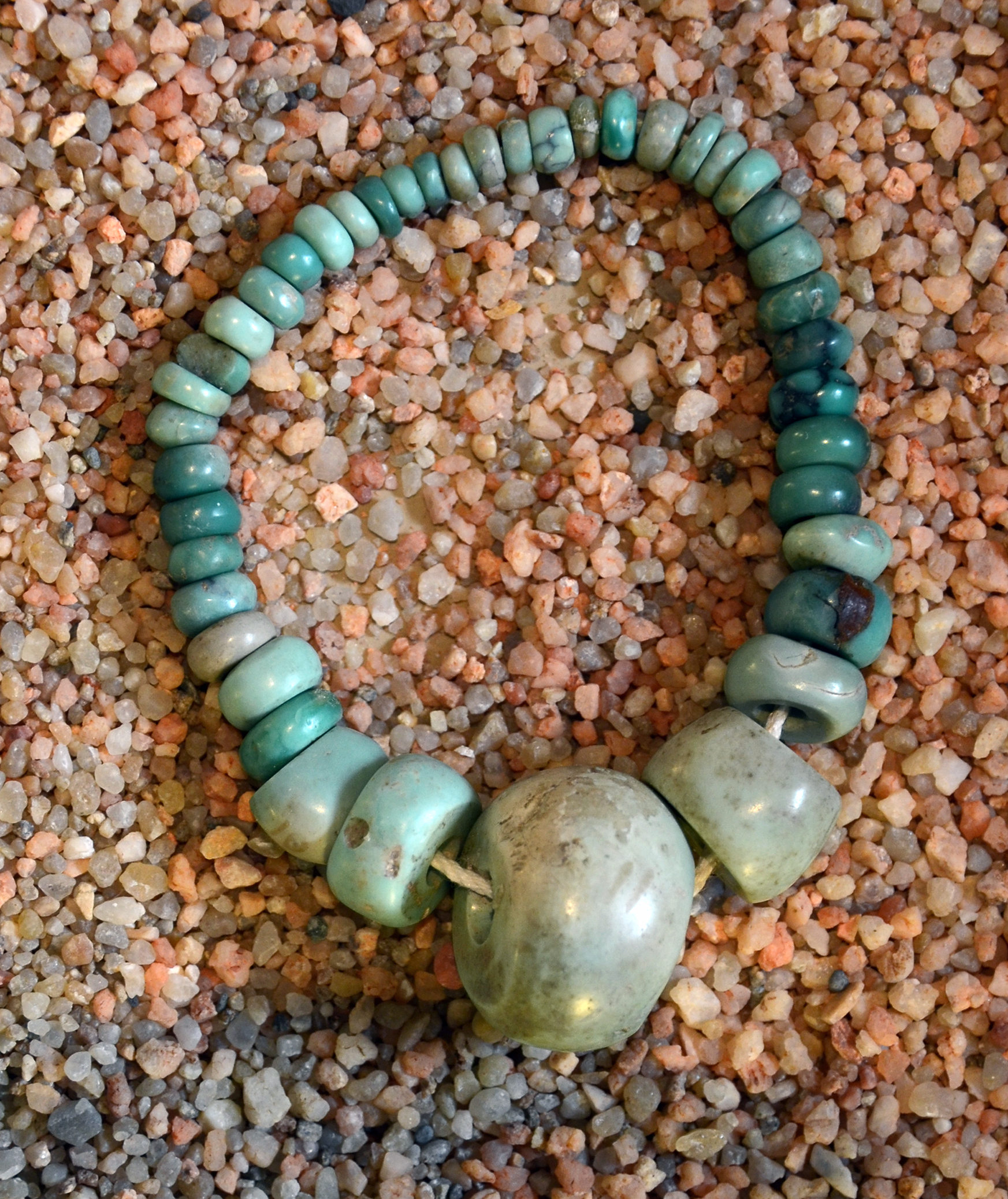
مهره‌های واریسیت پیدا شده در یک گوردخمه در نزدیکی لوکماری‌چووا (Locmariaquer)، عصر نوسنگی، ۴۵۰۰–۴۰۰۰ قبل از میلاد، نمایشگاه تاریخ باستان‌شناسی ونس

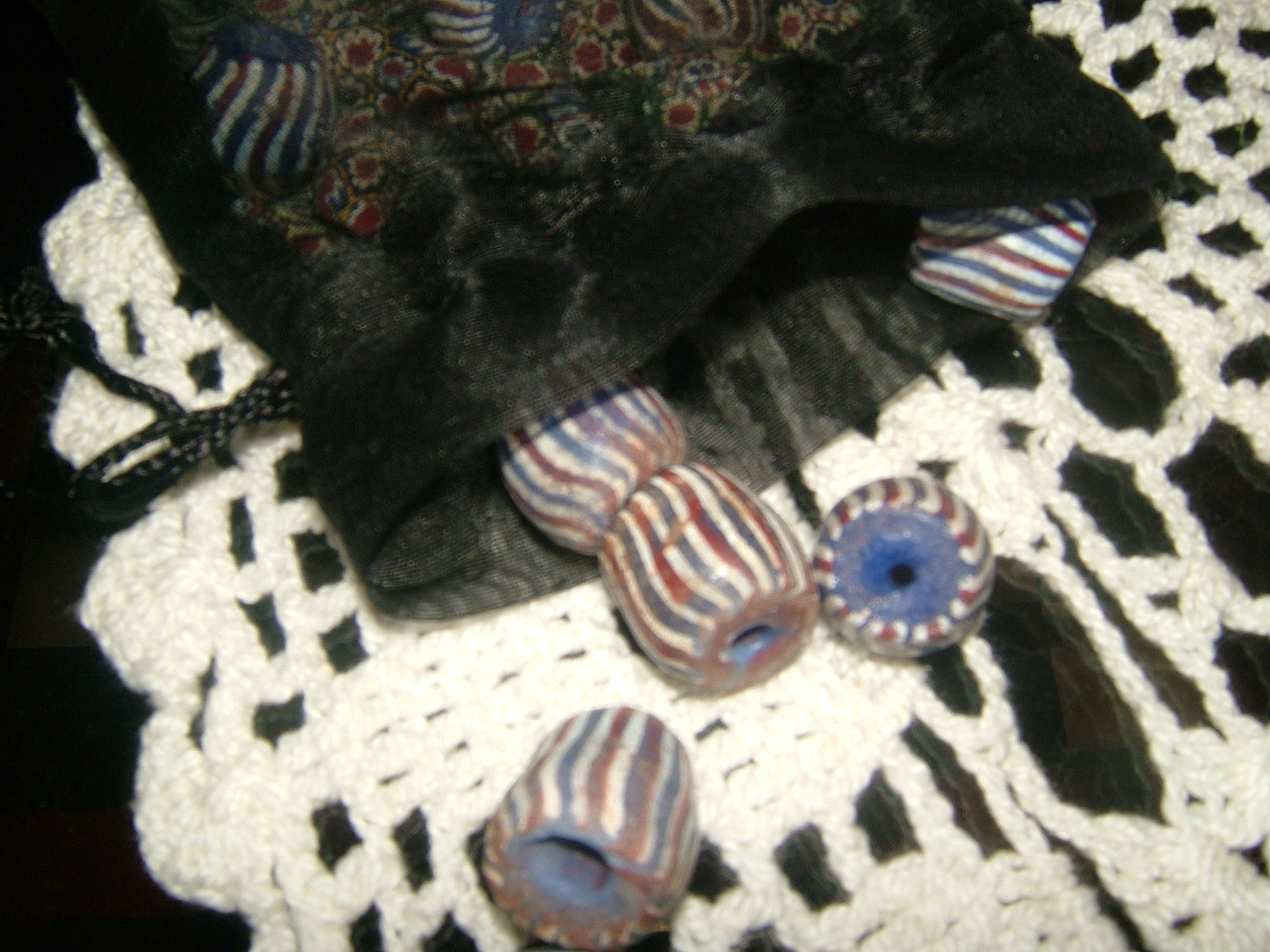
مهره‌های تجاری، قرن هجدهم

اولین نوشته از مهره‌های شیشه‌ای در آمریکا از دفترچه یادداشت کریستف کلمب در ۱۲ اکتبر ۱۴۹۲ به‌دست آمده است. مهره‌های شیشه‌ای در جزیره سان سالوادور به مردم محلی داده شد.
سایر کاوشگران اروپایی (ارنان کورتس، ارناندو د سوتو، Pánfilo de Narváez) نیز مهره‌های شیشه‌ای را به‌عنوان یکی از کالاهایی که در معاملات تجاری با مردم بومی یا به عنوان هدیه مبادله می‌شد را با آن همراه کردند.
قبل از رسیدن مهره‌های شیشه‌ای از اروپا به آمریکای شمالی، هندی‌ها مهره‌هایی از استخوان، پوسته‌های صیقل داده شده با دست، طلا، یشم و فیروزه می‌ساختند. در اروپا مهره‌های شیشه‌ای عمدتاً در ونیز و مورانو تولید می‌شدند. برای پاسخگویی به تقاضا، روش‌های سریعتر تولید آنها ایجاد شده است. با گذشت زمان، جمهوری چک به یک تولیدکننده بزرگ مهره‌های شیشه‌ای تبدیل شده است. مهره‌های شیشه‌ای از چین نیز به آمریکای شمالی رسیدند، همراه با کشتی‌های بزرگ اسپانیایی به مکزیک، و به لطف روس‌ها از ۱۷۴۱ به آلاسکا.
با این حال، این واقعیت خلاف واقع است که هلندی‌ها در سال ۱۶۲۶ منهتن را از هند به قیمت مهره‌هایی به ارزش ۲۴ دلار (تبدیل به دلار قرن ۱۹) خریداری کردند. مهره‌ها فقط یکی از کالاهایی بود که در آن زمان با هندی‌ها رد و بدل می‌شد.
منبع این اطلاعات برای آیندگان نامه پیتر شاگن از سال ۱۶۲۶ به مافوق خود از شرکت هلندی هند غربی بود. در نامه‌ای، شاگن گزارش داد که پیتر مینوئیت (Peter Minuit) در ازای اجناسی به ارزش ۶۰ گیلدِر (Guilder) هلندی (قرن هفدهم) جزیره منهتن را از هند خریداری نموده است. در همان زمان، قبایل هندی با روش خرید و فروش زمین در اروپا آشنا نبودند. به نظر آنها زمین قابل خرید و فروش نیست. با این وجود، عمل خرید و فروش عواقب تاریخی در قالب ایجاد مستعمره هلند جدید در منطقه خریداری شده داشت.

## مهره‌های مرجانی

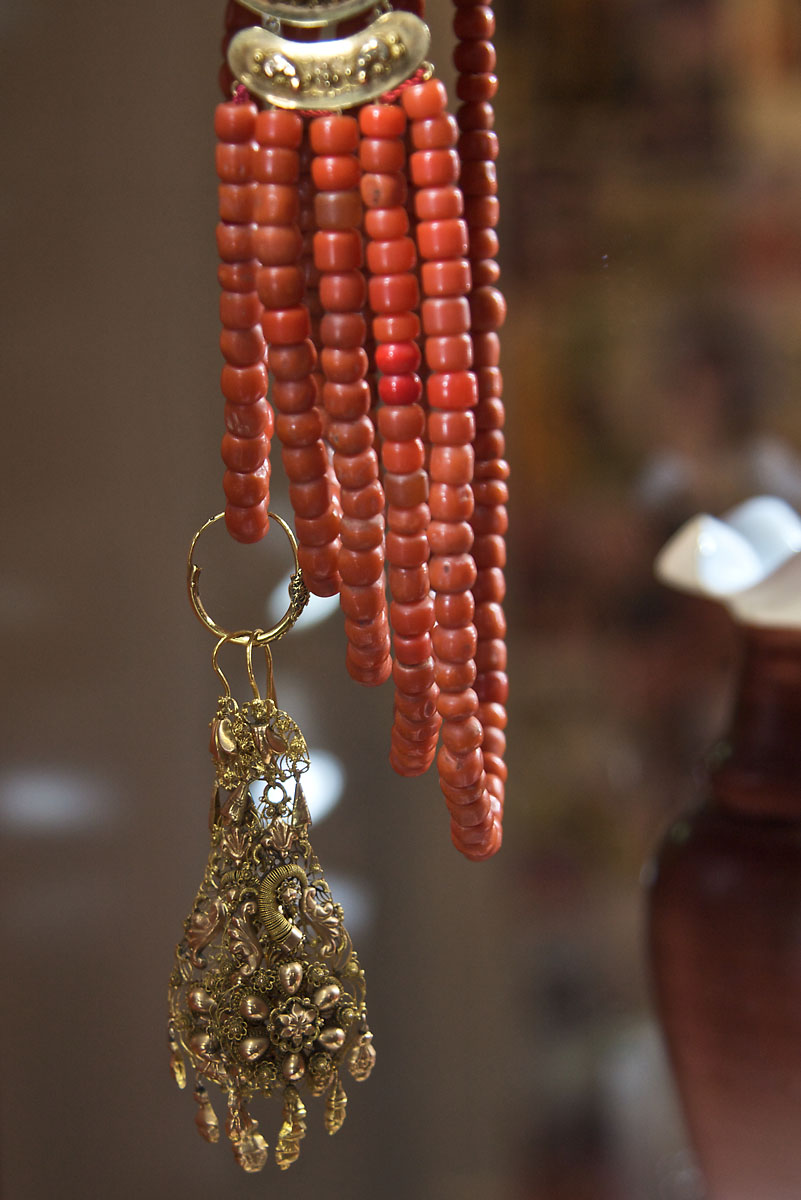
مهره‌های مرجان که زنان برای لباس‌های ملی استفاده می‌کردند، زیلاند هلند، نمایشگاه زییوس (Zeeuws)، میدل‌بورخ

اکتشافات باستان‌شناسی تأیید کرده که مرجان قرمز دارای اهمیت آیینی برای انسان‌های بدوی داشته است. از قرن ۴ قبل از میلاد از مرجان‌سرخ نه فقط برای بلاگردان که برای مصارف زینتی و جواهر نیز استفاده می‌شد. در دوران باستان، مرجان نه تنها کارکرد مذهبی بلکه عملکرد جادویی و شفابخشی نیز داشته است. به گفته اووید شاعر، حرز مرجان هنگام مسافرت از خطرات محافظت می‌کند و پادزهری برای همه سموم است. سلت‌ها اعتقاد قوی به مرجان‌سرخ داشند.
تجارت مرجان‌ها در طی جنگ‌های صلیبی توسعه یافت. در اواخر قرن ۱۶ و ۱۷ تا انقلاب فرانسه، که به حکومت فرانسه پایان داد بازار مرجان در اوج بود. پس از فرانسوی‌ها، ایتالیایی‌ها تجارت مرجان را به دست گرفتند. در سالهای ۱۸۷۹–۱۸۸۴رونق مرجان جهانی شد.
در پایان نیمه دوم قرن نوزدهم، ژاپنی‌ها وارد بازار جواهرات مرجانی شدند، که باعث تخریب مرجان قرمز مدیترانه‌ای و کشف ذخایر مرجان گل‌سان‌زیان در نزدیکی جزایر اوگاساوارا، اوکیناوا و شمال تایوان شد.
در مُد لهستانی، تزئینات ساخته شده از مرجان‌سرخ قبل از اواسط قرن هجدهم، ابتدا در میان زنان اشراف و سپس در میان زنان شهر ظاهر شد و در قرن نوزدهم نیز به زنان دهقان گسترش یافت. مرجان‌های ساخته شده از مهره‌های طبیعی بخشی از لباس‌های محلی مردانه بودند، به‌ویژه در لهستان جنوبی و مرکزی.
معمولاً هنگامی که مهره‌ها کوچک بودند، ۳ یا ۵ رشته (تعداد فرد) یا بیشتر داشتند. مرجان‌های منفرد می‌توانند از همان اندازه باشند یا اندازه آنها به سمت مرکز رشته افزایش یابد. اندازه مهره‌ها و تعداد رشته‌ها نشانه ثروت صاحب آن بود. در قرن ۲۰، رشته‌های مهره‌ای کل خط گردن کرست را پر می‌کردند.
مهره‌های مرجانی گران بودند و سرمایه‌گذاری محسوب می‌شدند. آنها از مادر به دختر به ارث رسیده بودند و بخشی از سفره عقد بودند. دختران جوان پولی که از کارهای غیررسمی و فصلی خود دریافت می‌کردند را برای خرید حتی یک رشته مهره صرف می‌کردند.
فقیرترین زنان از مهره‌های مصنوعی استفاده می‌کردند، برای نمونه «مهره‌های نان» ساخته شده از نشاسته و انگم با افزودن یک رزانه قرمز. یک یا بیشتر اوقات (۴–۵ یا حتی ۶) رشته مهره طبیعی (در دوره عزاداری با مهره‌های شبق یا نارسنگ یا شیشه سیاه جایگزین شده است)، در عقب با یک قلاب ملیله‌کاری طلایی بسته می‌شوند، این رشته‌ها دور گردن را می‌پوشاند و در نزد زنان محبوب بود.

## مهره‌های کهربایی

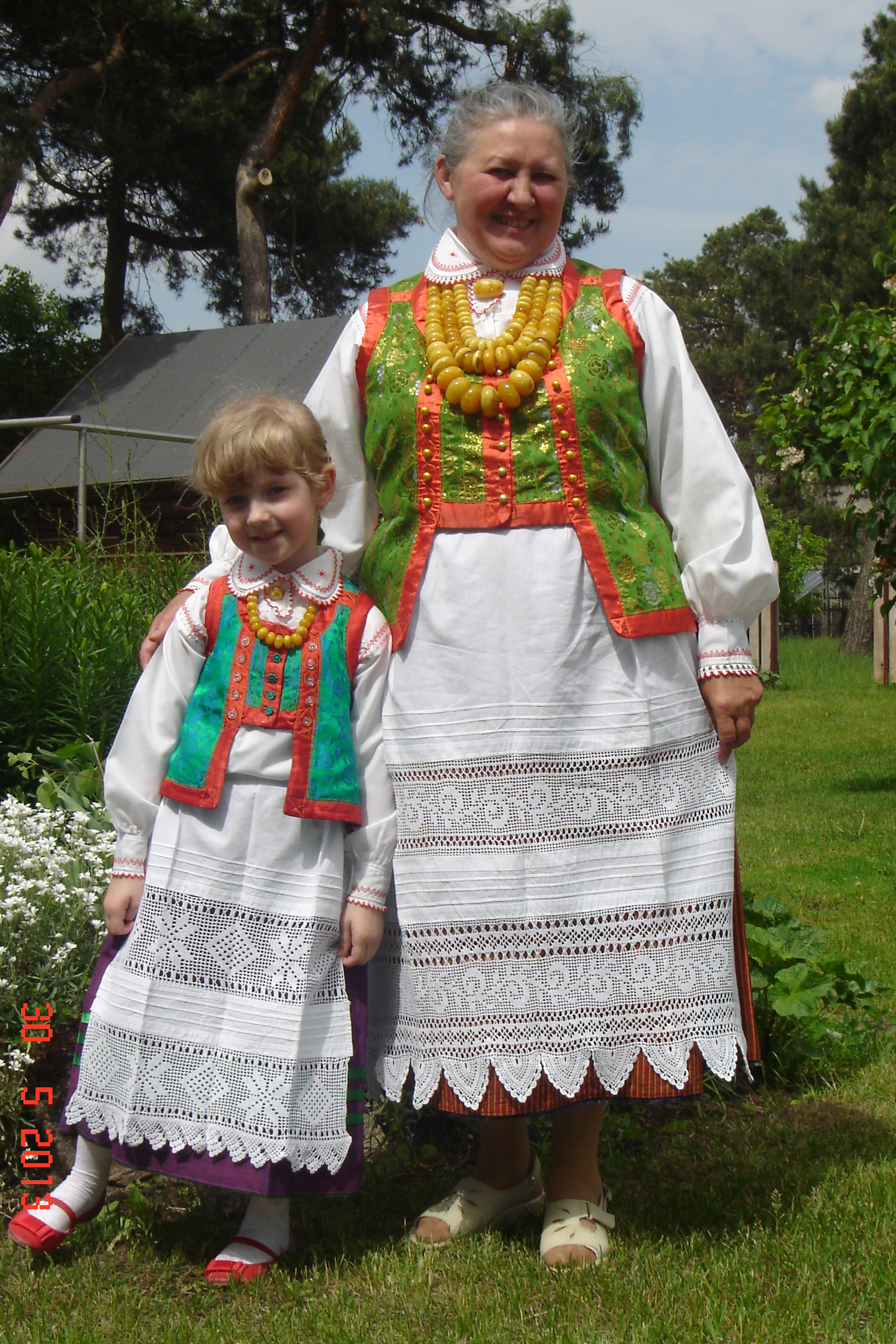
مهره‌های کهربا، مردمان کورپی لهستان

مهره‌های کهربا بخشی از لباس محلی زنان مردم کورپی (Kurpie) می‌باشد. ذخایر کهربا (که به آن «طلای کورپی» گفته می‌شود) در نزدیکی روستای والکوو (Wolkowe) در سال ۱۷۹۶ کشف شد و دو سال بعد، اولین کارگاه‌های فرآوری در اوستروونکا (Ostrołęka) تأسیس شد. کهربا را در معادن روباز، گودال‌هایی به عمق نیم تا هشت متر و حتی از رودخانه‌ها استخراج می‌کردند.
هر دختر کورپی باید سه رشته مهره کهربا داشته باشد. کهرباهای بزرگ‌تر را «سیب‌زمینی» می‌نامیدند. مهره‌های کهربا سرمایه‌ای سنتی بود و از نسلی به نسل دیگر و در نسل زن به ارث می‌رسید. گاهی آنها از طرف نامزدشان مهره کهربایی هدیه می‌گرفتند که خواستگاری رسمی به حساب می‌آمد و پذیرفتن آن به معنای رضایت به زندگی مشترک بود. آنها همچنین می‌توانند هدیه‌ای از طرف شوهر باشند. عروس در روز مراسم خود مهره‌های کهربا را به عنوان زینت به گردن می‌بست. اگر والدین عروس از عهده تهیه مهره‌های کهربا به عنوان جهیزیه برنمی‌آمدند، میهمانان برای تهیه هزینه‌های عروسی کمک مالی می‌کردند.
مهره‌های بزرگی که روی یک روبان کشیده شده بودند، برای جویدن به بچه‌های تازه دندان درآوردن می‌دادند. مهره‌های کهربا نیز تزئینی از لباس ملی زنان لیتوانیایی بود. امروزه، مهره‌های کهربای صیقل شده و تراش نخورده به رنگهای مختلف از سفید، شیری، عسلی و مشکی وجود دارد.

## مهره‌های عزاداری
در سال ۱۸۶۱، پس از اعلام عزای ملی، زنان لهستانی به‌طور دسته‌جمعی از مهره‌های چوبی سیاه استفاده کردند. نمونه‌ای از جواهرات میهن‌پرستانه عزاداری، یک رشته منجوق سیاه به صورت حلقه‌مانند به دور گردن بسته می‌شد. رشته اصلی این مهره‌ها در موزه ملی پوزنان قرار دارد.

## مهره‌های نیایش
مهره‌های نیایش به مؤمنان یک دین معین کمک می‌کند تا دعاها را بخوانند و شمارش کنند. در میان ادیان دیگر، مسیحیت، اسلام، بودیسم و هندوئیسم از مهره‌های نیایش استفاده می‌شود.
همه نشانه‌ها آشکار می‌کند که استفاده از مهره‌های نیایش در اعمال مذهبی هندو در هند، احتمالاً در حدود قرن ۸ قبل از میلاد آغاز شده است. در آیین هندو و آیین بودا، معتقدین از مهره‌های نیایش استفاده می‌کنند که به آنها جاپ‌مالا گفته می‌شود. پیروان دو جریان اصلی هندوئیسم (شیواپرستی و ویشنوپرستی) از مهره‌های مختلف مالا استفاده می‌کنند. در شیواگرایی، مهره‌های نیایش از ۳۲ تا ۱۰۸ مهره از درخت انجیر آبی‌رنگ تشکیل شده است. بذرهای خشن این درخت معنای نماد زندگی دشوار و سختگیرانه مورد نیاز پرستندگان شیوا است، در حالی که ۵ بخشی که هر مهره به آنها تقسیم می‌شود به پنج چهره و شخصیت شیوا اشاره دارد.

در ویشنوپرستی، مهره‌های نیایش معمولاً از ۱۰۸ مهره و از چوب بوته ریحان مقدس تراشیده شده ساخته می‌شوند. مهره‌های نیایش مالایی بودایی معمولاً ۱۰۸ مهره رشته‌ای برای راهبان و ۳۰ یا ۴۰ مهره برای افراد معمولی دارند. این مهره‌ها نمادی از ناخالصی‌ها یا دروغ‌هایی است که باید برای رسیدن به حالت نیروانا بر آنها غلبه کرد. تفاوت در تعداد مهره‌های رشته‌ای به دلیل تفاوت‌های فردی در غلبه بر مشکلات و در دستاوردهای به دست آمده در راه روشنگری معنوی می‌باشد. به‌طور سنتی، مهره‌های نیایش بودایی از بذر یا چوب درخت بودا ساخته می‌شوند.

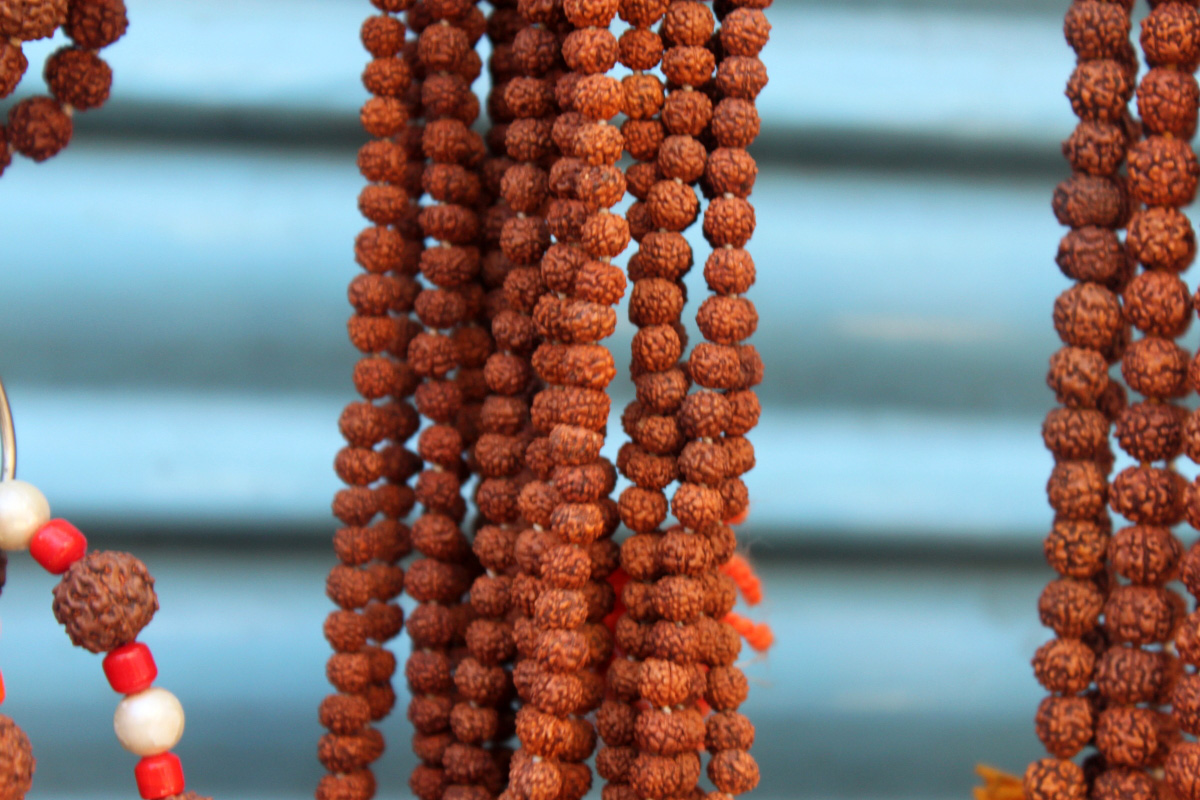
مهره‌های مالا، ویشنوپرستی، بذرهای خشن درخت انجیر آبی‌رنگ
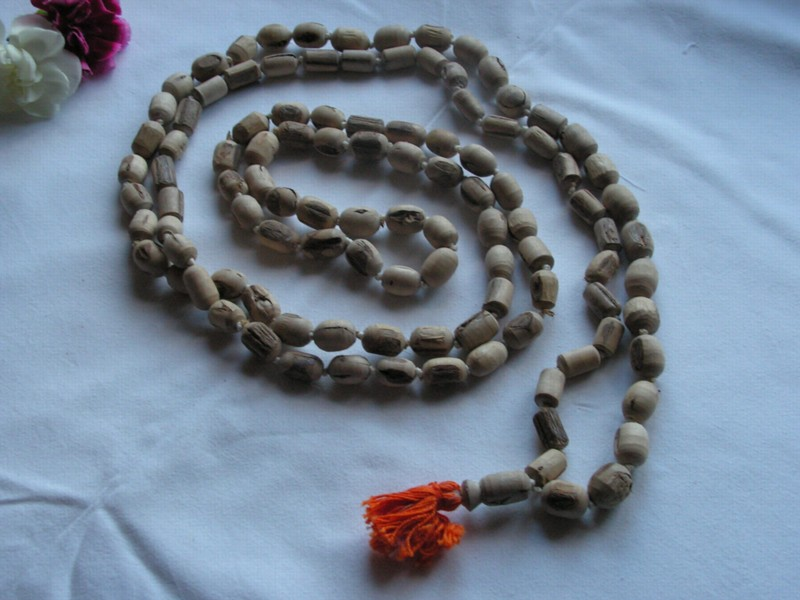
مهره‌های جاپ‌مالا، ساخته شده از چوب ریحان مقدس، با ۱۰۸ مهره
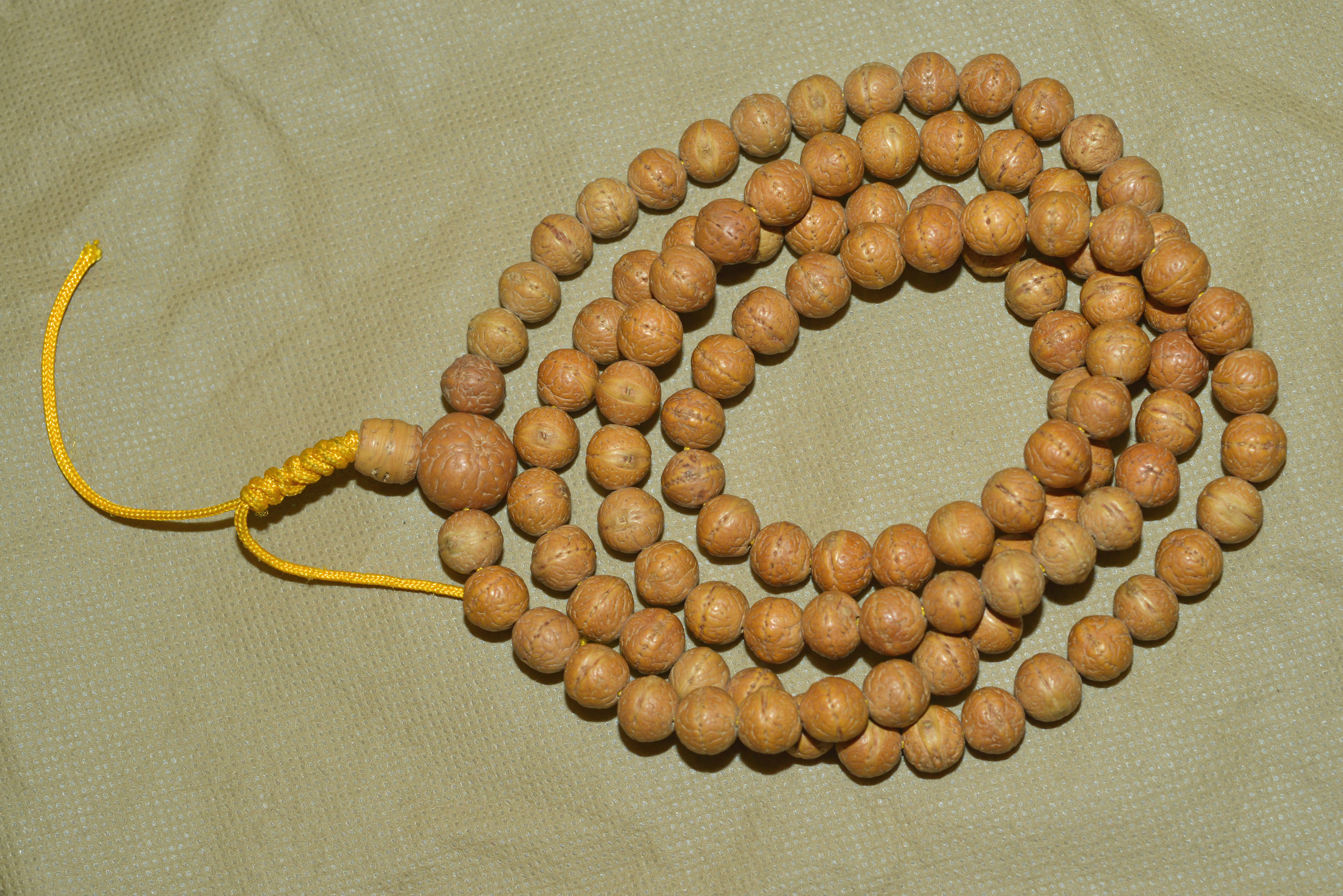
مهره‌های نماز جاپ‍مالا، بودیسم، بذرهای عناب بودایی

مهره‌های نیایش مسلمانان تسبیح نامیده می‌شود و معمولاً شامل ۹۹ مهره و یک مهره انتهایی کشیده است که برای تلفظ نام الله استفاده می‌شوند. در مورد تسبیح، تعداد مهره‌ها مهم است (۱+۹۹)، اما مواد ساخته شده از آنها مهم نیست برخلاف مهره‌های نیایش که در آیین هندو و آیین بودا استفاده می‌شود.

استفاده از تسبیح برای نماز به قرون وسطی در صومعه‌های اروپا برمی‌گردد. بعداً در این دوره داشتن تسبیح به امری عادی تبدیل شد. در سال ۱۵۲۰، پاپ لئون دهم استفاده رسمی از تسبیح را رسماً تصویب کرد. تسبیح معمولی از ۵۹ مهره تشکیل شده است، ۶ بزرگ و ۵۳ مهره کوچک. ۱۰ مهره کوچک و ۵ مهره بزرگ به ترتیب قرار می‌گیرند، در انتها یک آویز منفرد ساخته شده از ۳ مهره کوچک و ۱ مهره بزرگ به همراه صلیب مسیحی به پایان می‌رسد. از مهره‌های مختلف نماز نیز در کلیسای ارتدکس استفاده می‌شود، اما به‌طور عمده در صومعه‌ها. در کلیسای ارتدکس، بیشتر از طناب‌های نماز (Prayer rope) استفاده می‌شود، که همان عملکرد مهره‌های نماز را انجام می‌دهند. از تارهای نماز قبل از معرفی مهره‌های نماز در سایر ادیان نیز استفاده می‌شد. مهره‌های نماز آنگلیکان، که در دهه ۱۹۸۰ معرفی شد، ترکیبی از تسبیح کاتولیک با بند نماز ارتدکس است.

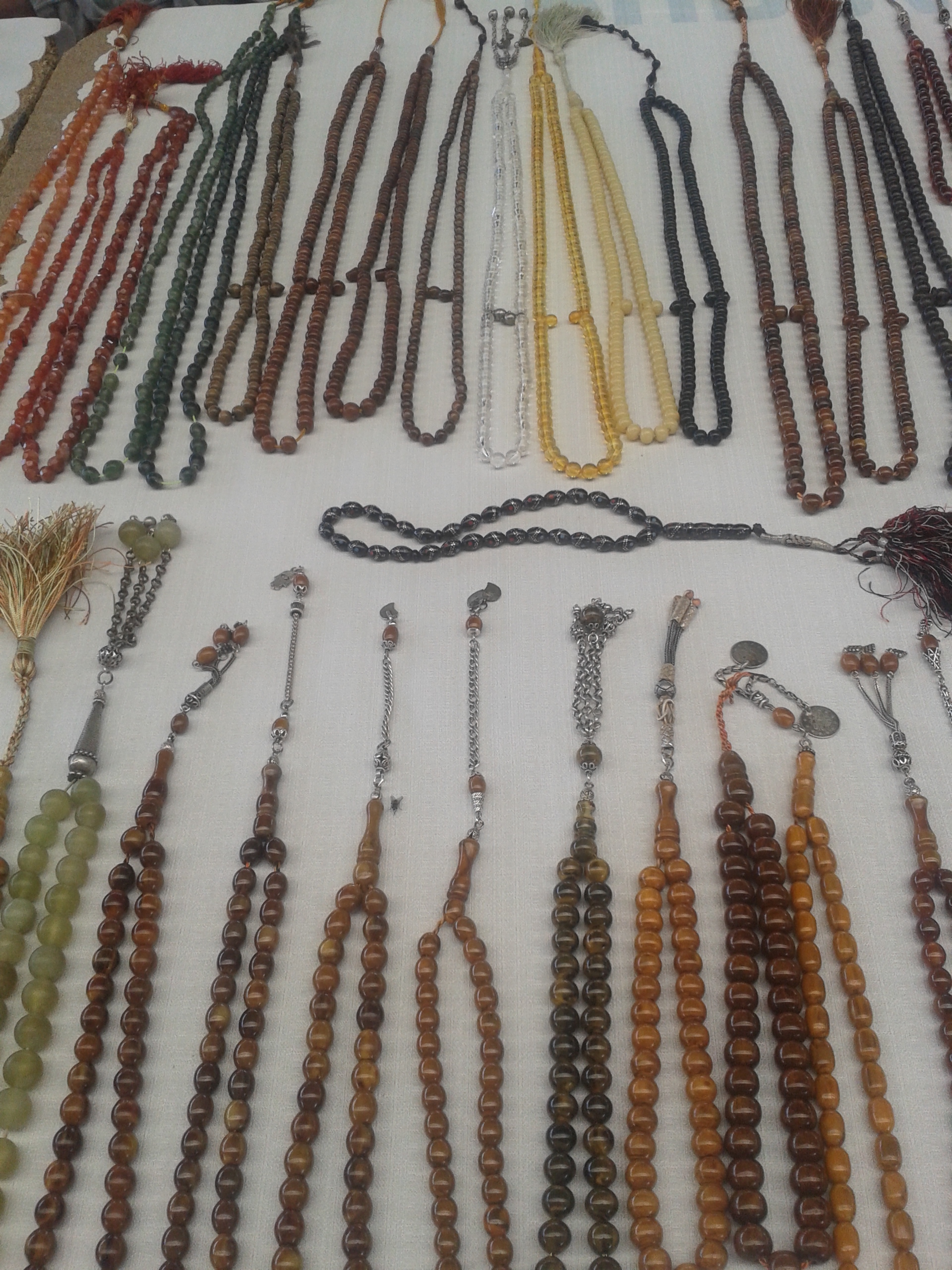
تسبیح مسلمانان
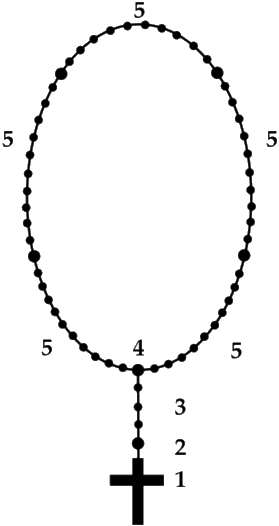
نمای یک تسبیح معمولی ۵۹ مهره‌ای
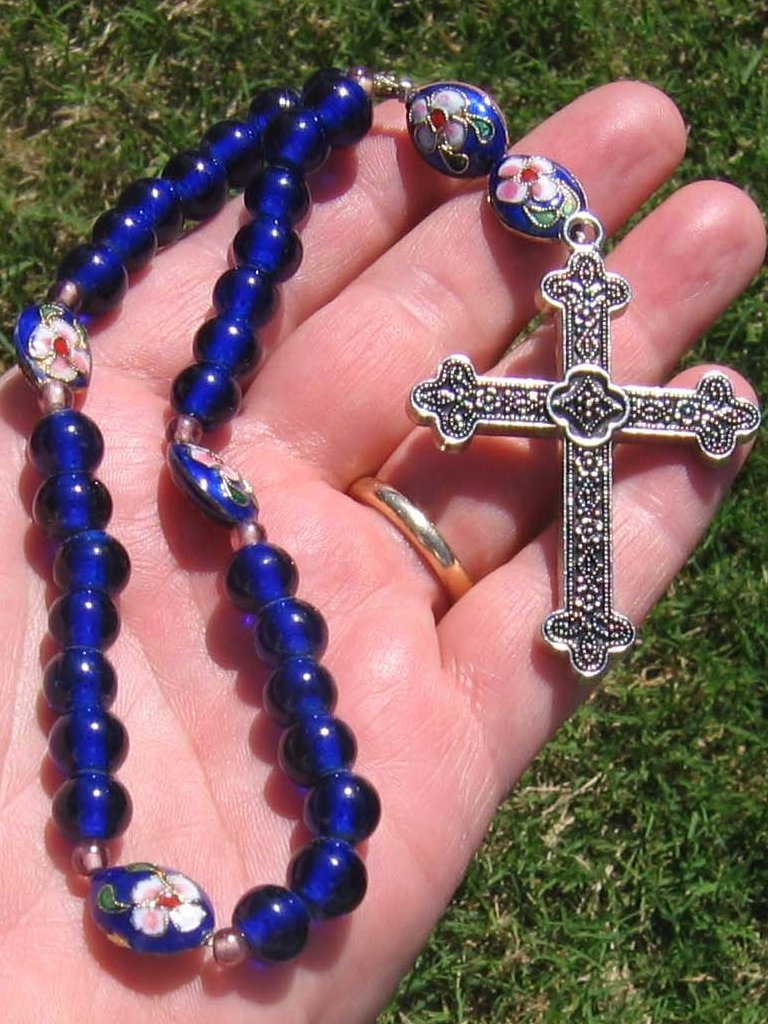
تسبیح یک انگلیکن

در یونان رسم است که ذهن خود را با مهره‌هایی که روی یک رشته قرار دارند آرام کنند، به آن مهره‌های ناآرامی (Worry beads) می‌گویند.

## مهره‌های امروزی
برخی مهره‌ها ممکن است منشأ طبیعی داشته باشند یا از مصنوعات ساخته شده توسط بشر باشند. مهره‌ها می‌توانند به هر شکل و رنگی باشند. رشته‌های مهره می‌توانند از یک نوع مهره ساخته شوند یا ترکیبی از مهره‌های مختلف باشند. از نظر اندازه، ممکن است بزرگ یا کوچک یا حتی بسیار ریز «منجوق» باشند. مهره‌های بسیار ظریف (قطر ۱ تا ۳ میلی‌متر) برای ایجاد فاصله بین مهره‌های بزرگ، طولانی کردن رشته بدون اضافه کردن وزن، ایجاد رشته‌ها از چند رشته منفرد مهره و گلدوزی استفاده می‌شود.

این مهره‌های ریز در رنگها، اشکال و اندازه‌های مختلف موجود است و تولیدکنندگان نیز از استانداردهای خاص خود پیروی می‌کنند. همچنین می‌توان رشته مهره‌ها را با مهره شفاف، مات، براق، مرواریدی، روکش طلا، نقره‌اندود و حتی با سوراخی به رنگ متفاوت از خود مهره و غیره به پایان رساند. در مورد مهره‌های بزرگ با شکل منظم (گرد، مربع)، قطر آنها یا فاصله بین سوراخ‌ها بر حسب میلی‌متر داده می‌شود. در موارد دیگر، طول (معمولاً اول) و عرض (دوم) داده می‌شود. مهره‌های موجود در بازار نه تنها در سبک، بلکه در کیفیت و قیمت نیز متفاوت هستند. ژاپن و جمهوری چک نیز تولیدکنندگان مهره‌ها در میان دیگران هستند. 

مهره‌های تزئین شده با روش‌های مختلف
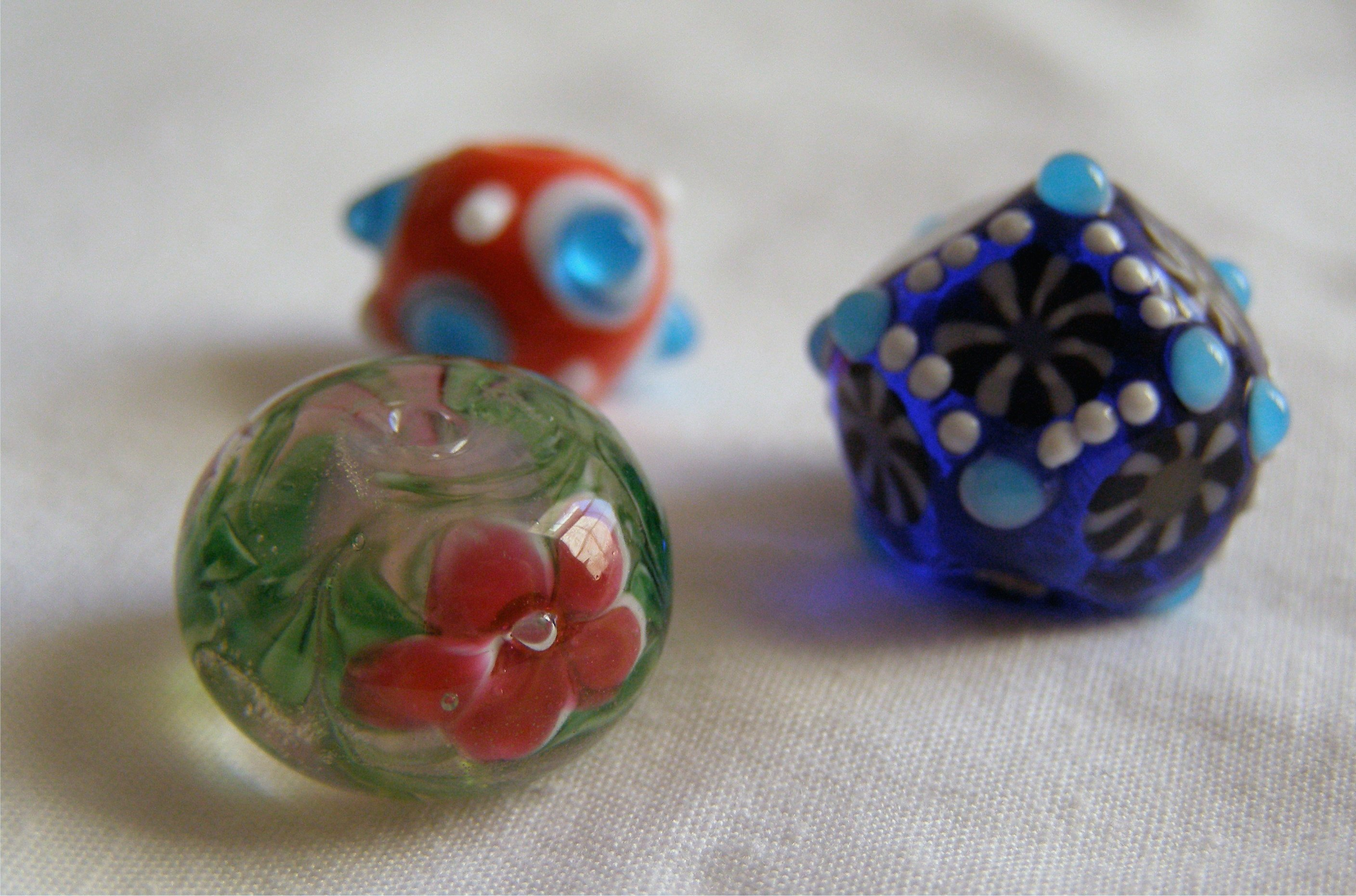
مهره‌های شیشه‌ای
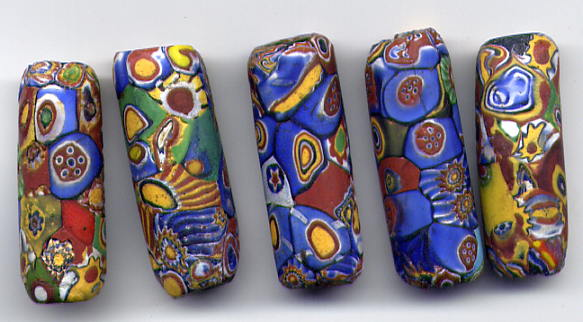
مهره‌های شیشه‌ای ساخته شده با فن هِزاران‌گل
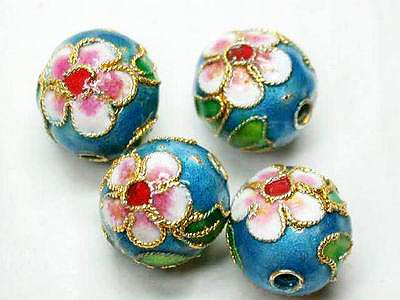
مهره‌های فلزی و میناکاری شده

## مواد ساخت
مهره‌ها می‌توانند از مواد زیر ساخته شوند:
- شیشه با استفاده از روش‌های مختلف تولید، برای نمونه مهره‌های شیشه‌ای از جمهوری چک، مهره‌های هِزاران‌گل یا مورانو، کریستال‌های چندوجهی از شرکت سواروفسکی، مروارید پرورشی
- مهره فلزی مانند مس، آلومینیوم، نقره، طلا یا آلیاژها (برنج)
- مهره‌های لاکی
- خاک رس بسپار
- پاپیه ماشه
- سرامیک
- پلاستیک (برای نمونه شیشه اکریلیک)
- سنگهای قیمتی و نیمه‌قیمتی (لاجورد، کهربا، شبق، اوپال اغلب با برش کابوچون، نفریت و یشم)، طیف گسترده‌ای از مواد آلی (بذرها، آجیل‌ها، پوسته‌های صدف، استخوان، شاخ، مرجان‌ها، مرواریدهای واقعی، عاج، لاک لاک‌پشت، چوب).

میوه بارانک برگ‌شانه‌ای ماده اولیه ارزان و معمولاً مورد استفاده برای تولید مهره است. مهره‌های معطر را می‌توان از میخک صدپر تهیه کرد. بومیان جزایر ملوک میخک‌ها را روی یک نخ می‌کردند و به گردن خود می‌آویختند.

انواع مختلف مهره‌ها از نظر ماده‌ای که از آن ساخته شده‌اند.
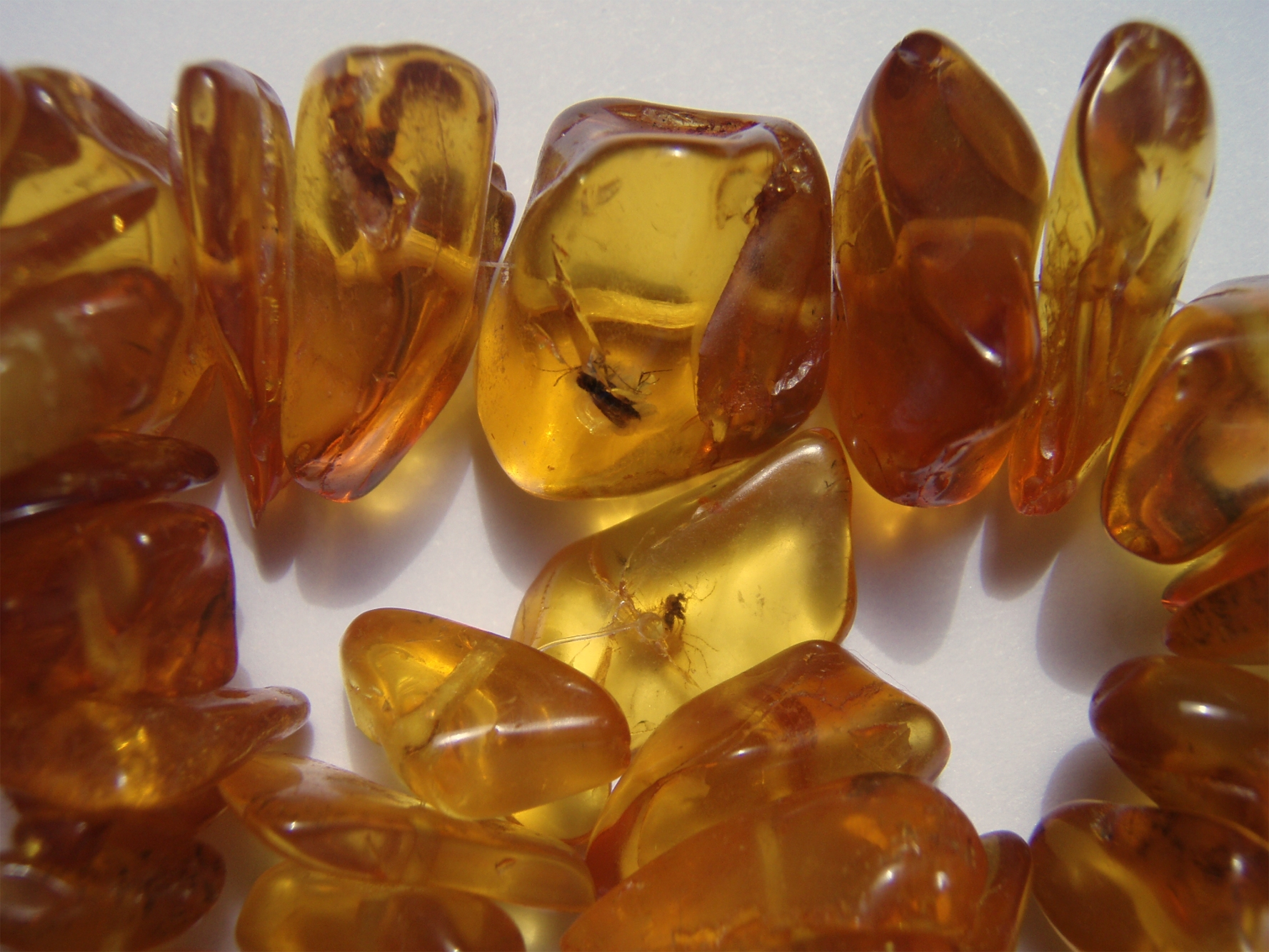
مهره‌های کهربایی
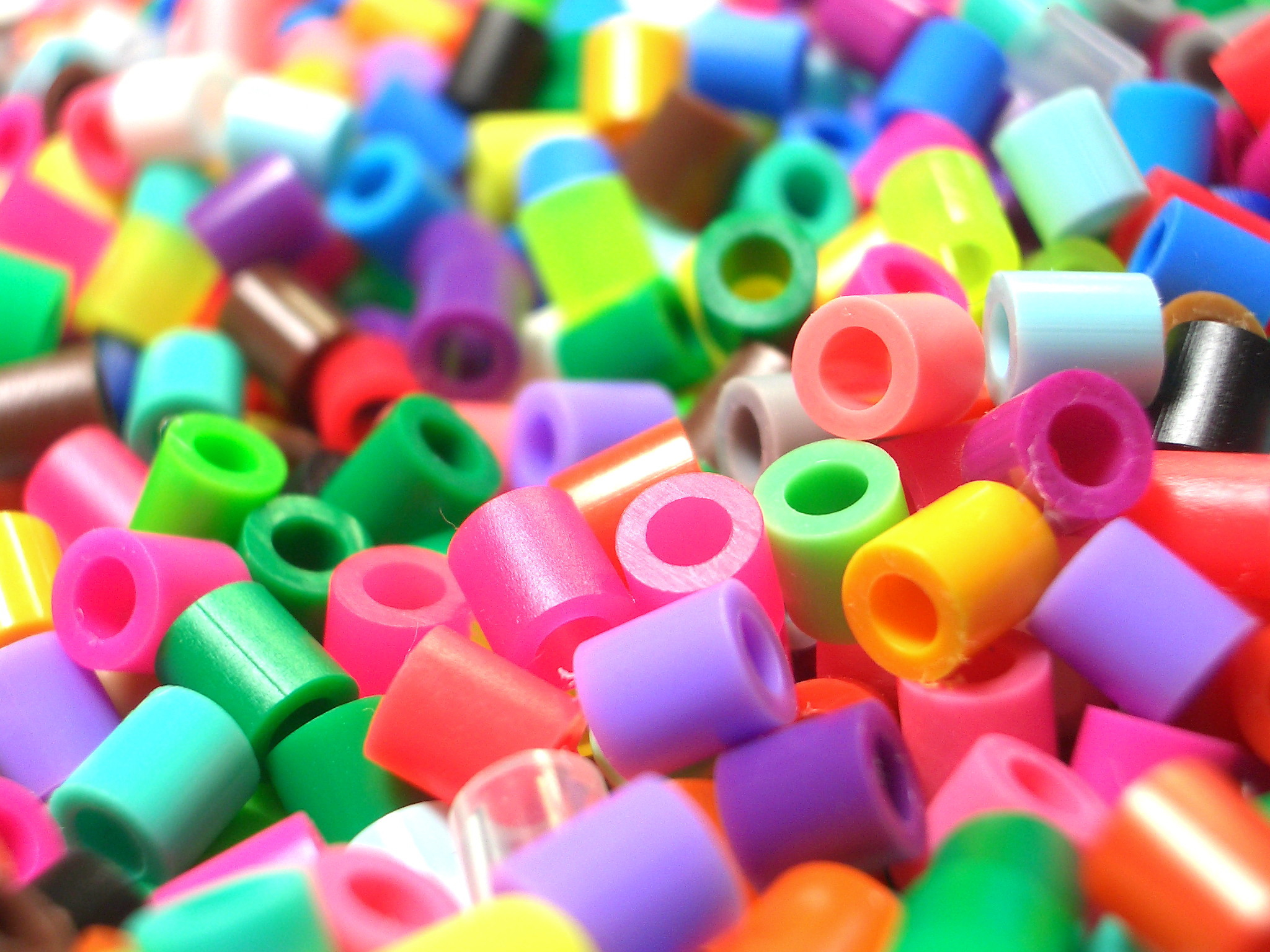
مهره‌های پلاستیکی
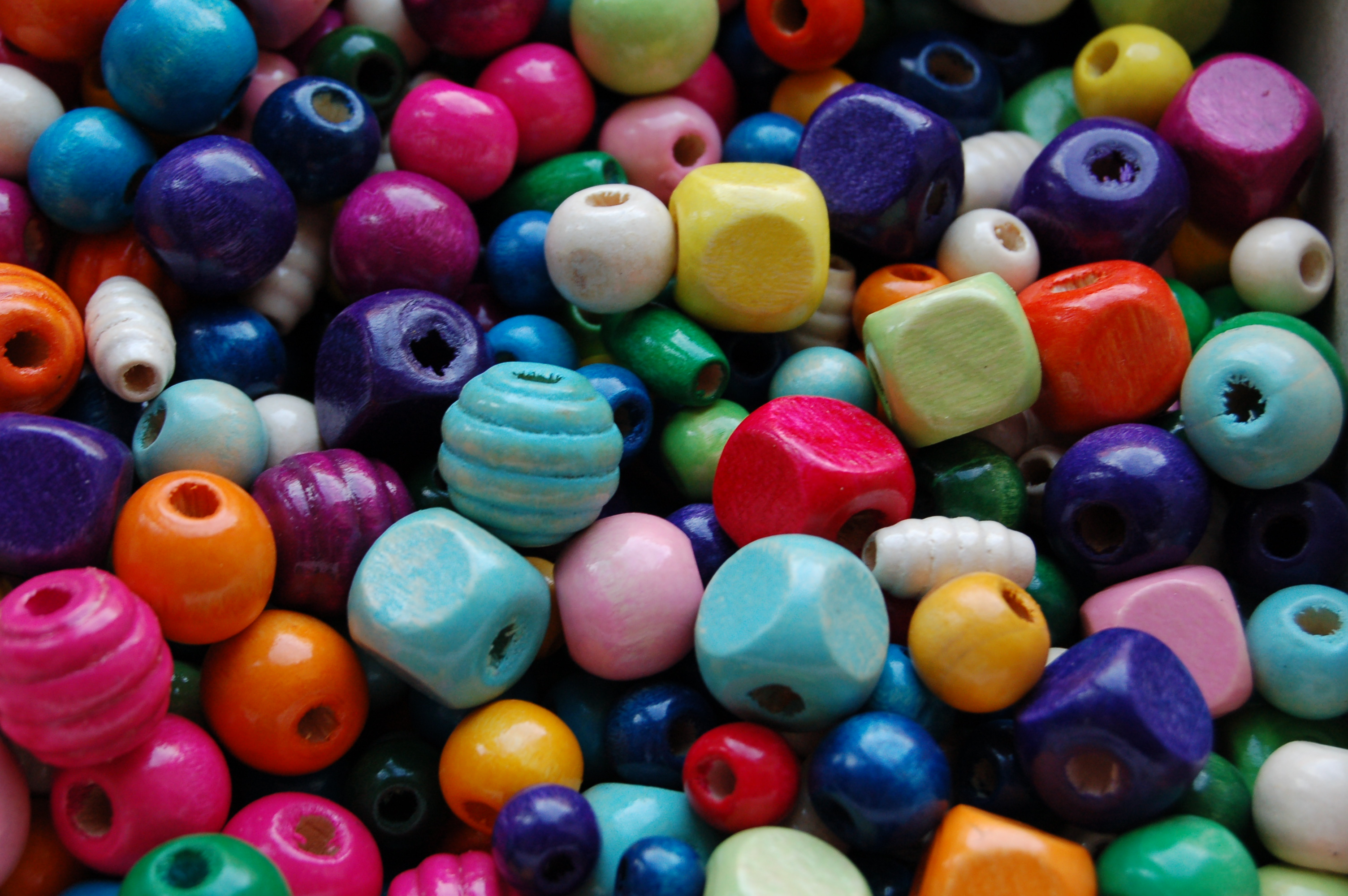
مهره‌های چوبی

## اشکال مهره‌ها
مهره‌های ساخته شده می‌توانند اشکال مختلف داشته باشند: گرد، مخروطی، دومخروط، قطره‌ای، استوانه‌ای، بیضی، مکعب، تاس، حلقه، لامپ، ناگت، چهار ضلعی صاف، الماس، بالش، سکه، دانه عدس، برگ، خنجر، شکل حرف D، دوناتی و …

## سوراخ مهره‌ها
سوراخ مهره‌ها اغلب به‌صورت عمودی یا افقی در مرکز مهره قرار دارند، اما نه همیشه. سوراخ مهره‌ها ممکن است در خارج از مرکز آنها قرار داشته باشد، برای نمونه در پشت مانند دکمه، یا در یکی از انتهای مهره، برای نمونه مهره‌های قطره‌ای شکل سوراخی در قسمت بالایی و باریک‌تر یا در امتداد آن دارند. اندازه سوراخ‌ها برای نخ متفاوت است و همیشه متناسب با اندازه مهره‌ها نیست.

## نخ کردن مهره‌ها

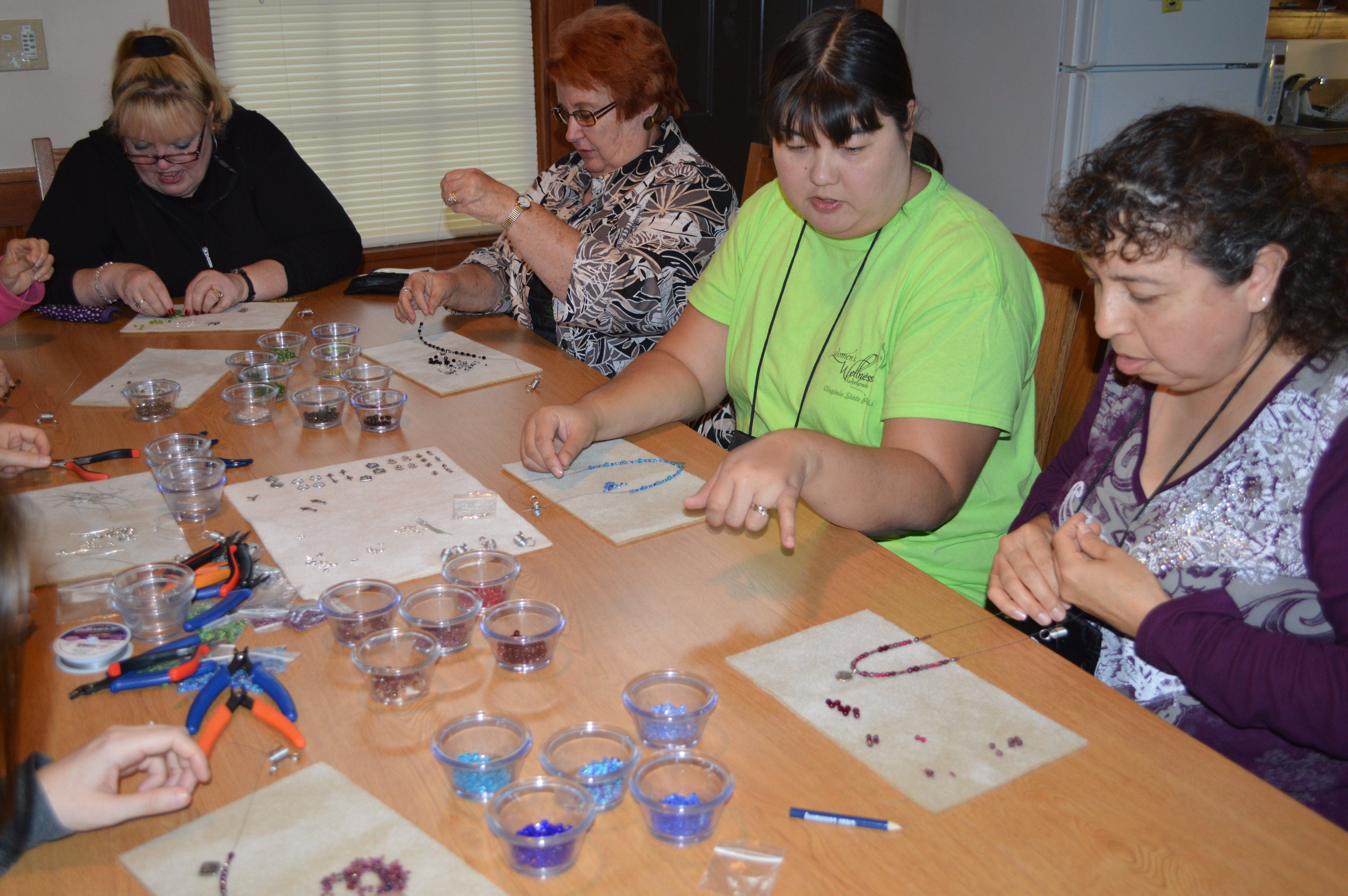
بانوان درحال رشته کردن مهره‌ها

مهره‌ها سوراخ‌هایی در مرکز دارند و بنابراین با یک سوزن مخصوص روی نخ یا رشته نخ می‌شوند. نخ‌ها را می‌توان از پنبه، چرم، نایلون، سیم فلزی (برنج، مس)، سیم فلزی با روکش نایلون و غیره تهیه کرد. این نخ‌ها و سیم‌ها از ضخامت‌ها و رنگ‌های مختلفی برخوردار هستند. روش‌های مختلفی برای نخ‌زدن مهره‌ها وجود دارد. سوزن‌های نخ در اندازه‌های مختلف وجود دارد، هرچه عدد علامت‌گذاری شده سوزن بیشتر باشد، سوزن نازک‌تر می‌شود. برخلاف سوزن‌های دوخت، چشم سوزن مهره بزرگ‌تر از خود سوزن نیست.
انتخاب سوزن نه تنها به اندازه سوراخ مهره‌ها بلکه به چند بار کشیدن نخ از سوراخ بستگی دارد. اگر نخ بخواهد چندین بار کشیده شود، سوزن مورد استفاده باید نازک‌تر باشد. به‌خصوص در مورد مرواریدها، گره زدن هنگام نخ کشیدن استفاده می‌شود، یعنی ساختن یک گره تک رشته‌ای بعد از هر مهره کاملاً مجاور آن. با استفاده از این روش، در صورت پاره شدن نخ، فقط ۱ مهره می‌افتد. گره‌ها همچنین عملکرد تزئینی دارند و از مالیده شدن مهره‌ها به یکدیگر جلوگیری می‌کنند. نخ استفاده شده برای گره‌زدن باید انعطاف‌پذیر و نازک باشد، مانند ابریشم. روش‌های مختلفی برای ایجاد گره وجود دارد.

## مرتب‌سازی و ذخیره کردن مهره‌های
مهره‌ها را می‌توان طبقه‌بندی کرد:
- شکل
- اندازه
- رنگ
- موادی که از آن ساخته شده‌اند.

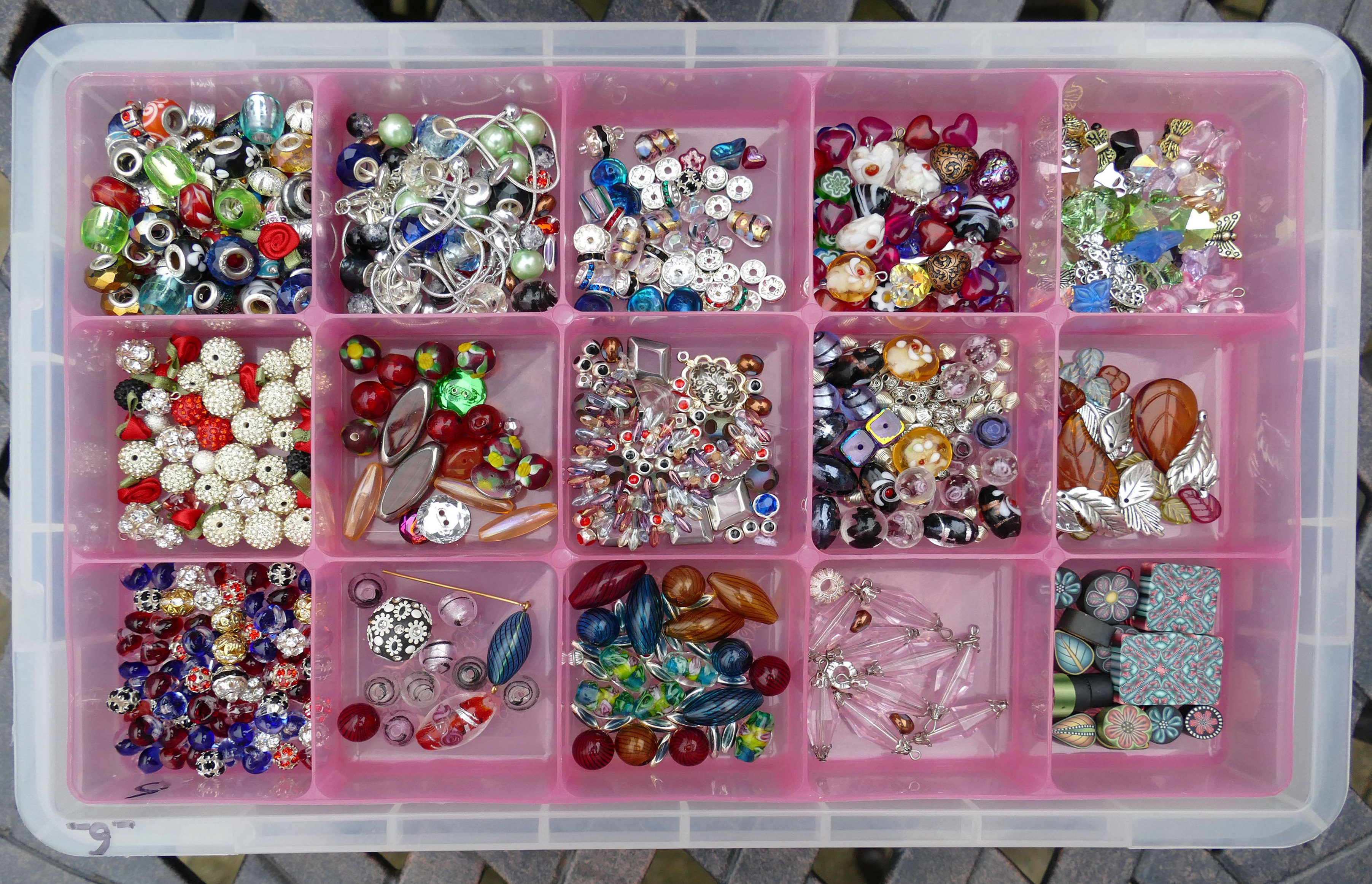
یک جعبه برای دسته‌بندی مهره‌ها

امروزه ظروف پلاستیکی شفاف و کاملاً بسته برای ذخیره‌سازی توصیه می‌شود.

## منجوق‌دوزی
از مهره‌های کوچک می‌توان در انواع مهره‌دوزی استفاده کرد. می‌توان آنها را برای قلاب‌بافی، میل‌بافتنی، بافندگی، خیاطی، سرمه‌دوزی استفاده کرد. مهره‌ها با توجه به خط و نشان الگوی مشخص شده روی آن، با دست روی پارچه دوخته می‌شوند. هر مهره را می‌توان به‌طور جداگانه در امتداد خط الگو به پارچه دوخت یا می‌توان مهره‌هایی را که قبلاً نخ شده‌اند به پارچه متصل نمود. بافتن مهره با استفاده از دستگاه مخصوص بافندگی به شما امکان می‌دهد کمربند، بند، دستبند، گردنبند و اجزای مختلف بسازید. از مهره‌های کوچک می‌توان برای تولید انواع سنجاق‌سینه استفاده کرد.

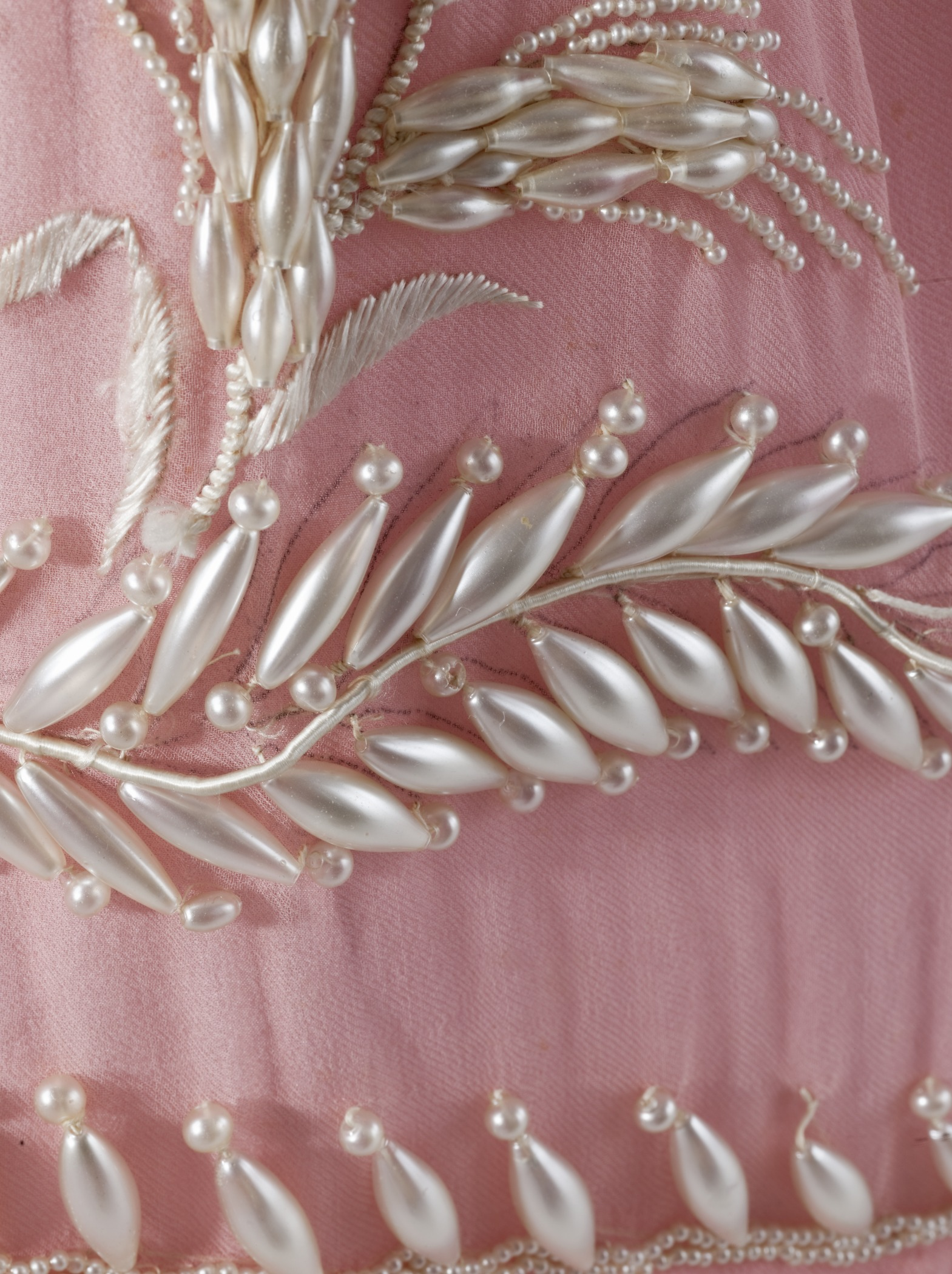
پارچه مرواریددوزی شده
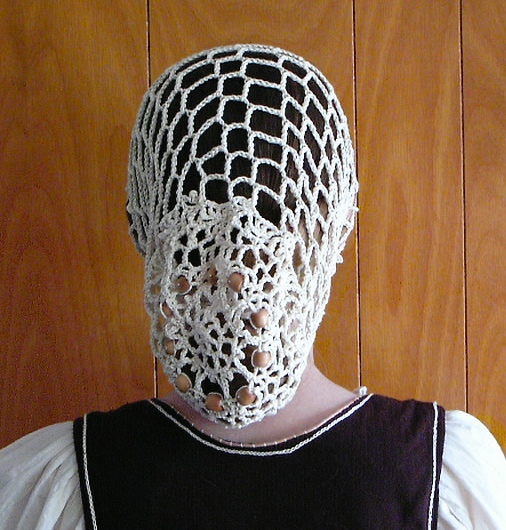
مهره‌های چوبی بافته شده در یک توری قلاب‌بافی
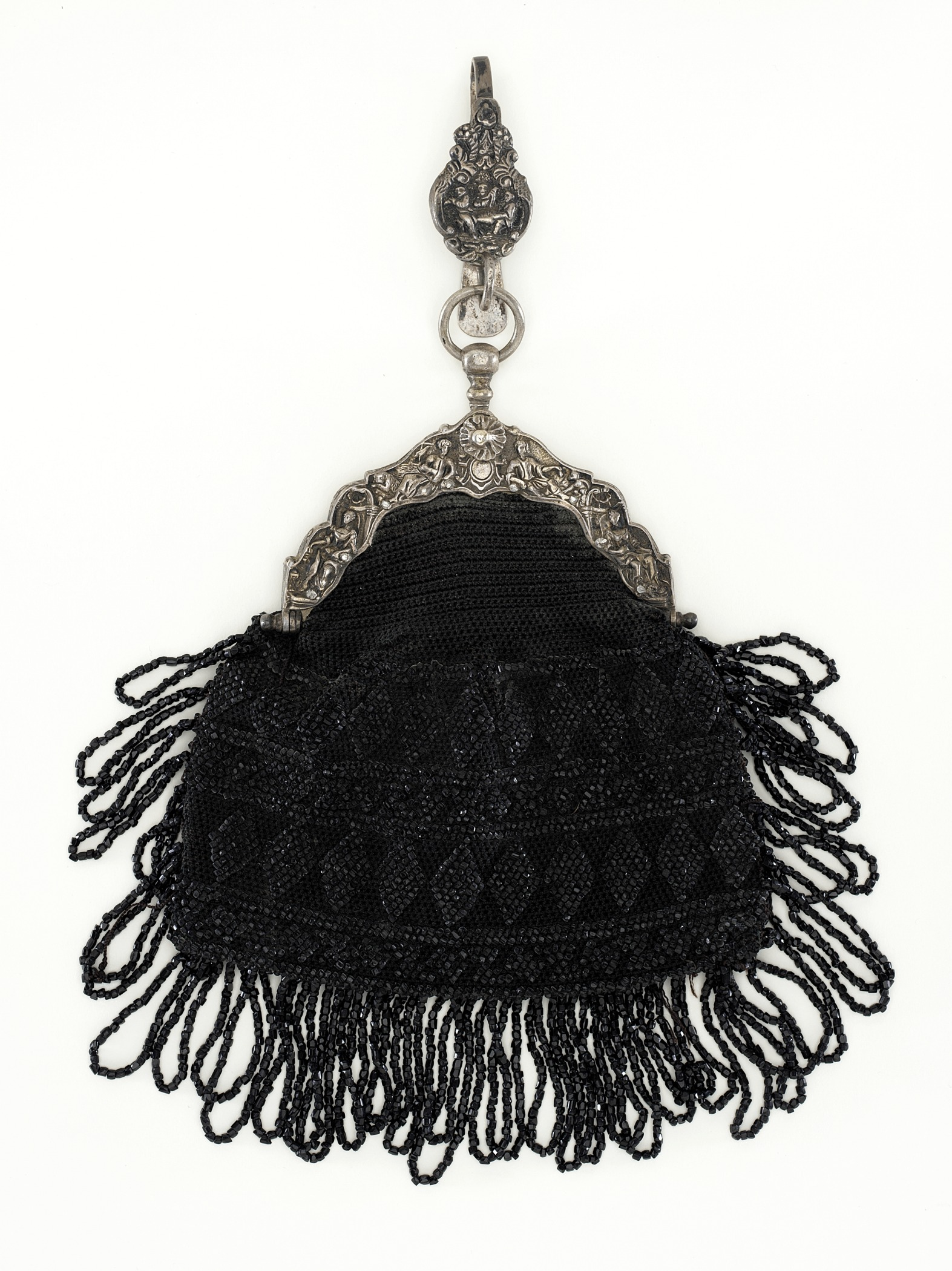
کیف پول تزئین شده با مهره
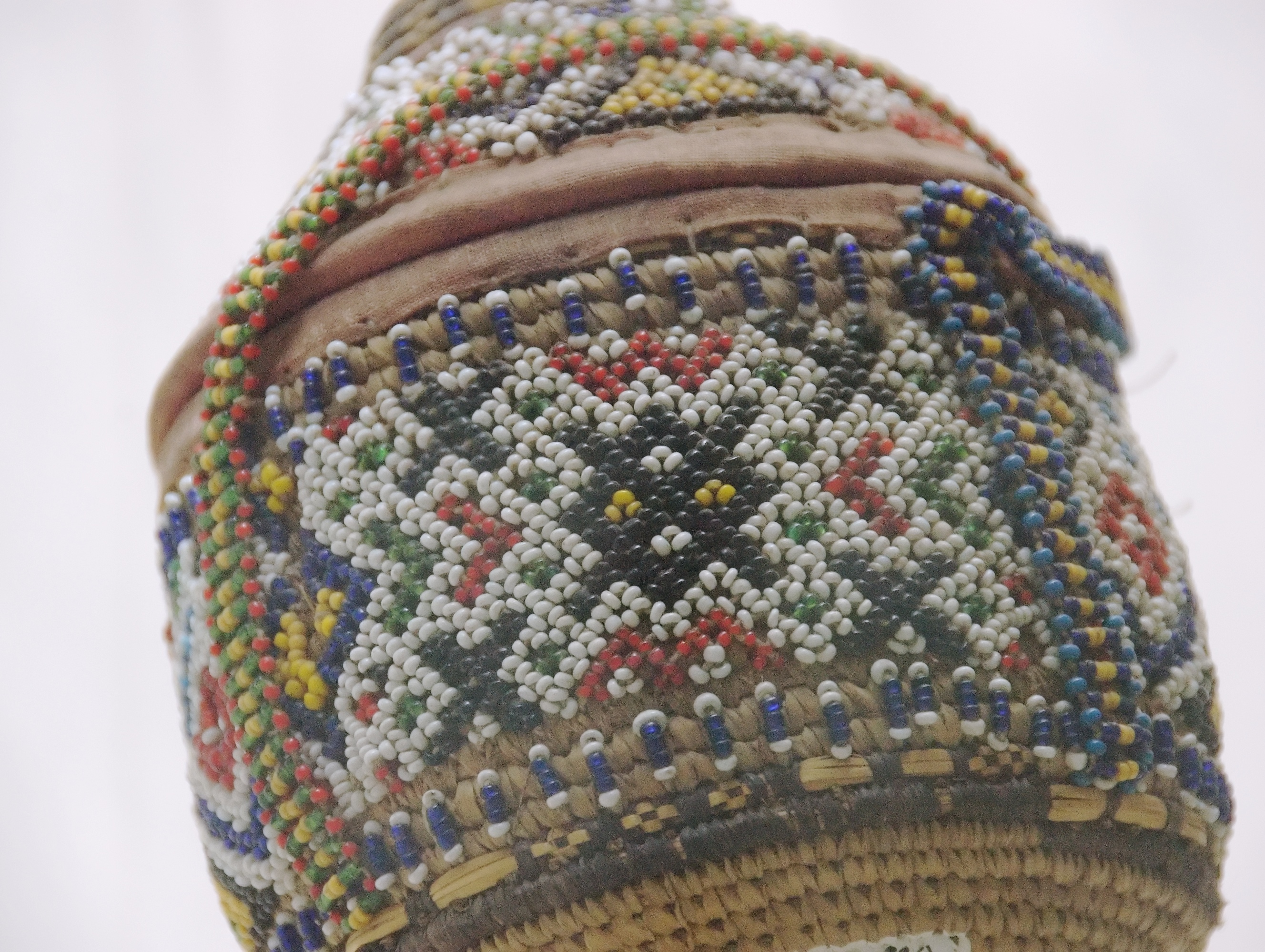
سبد منجوق‌دوزی‌شده اتیوپیایی، در نمایشگاه ملی در آدیس آبابا.

## مهره‌ها در سراسر جهان

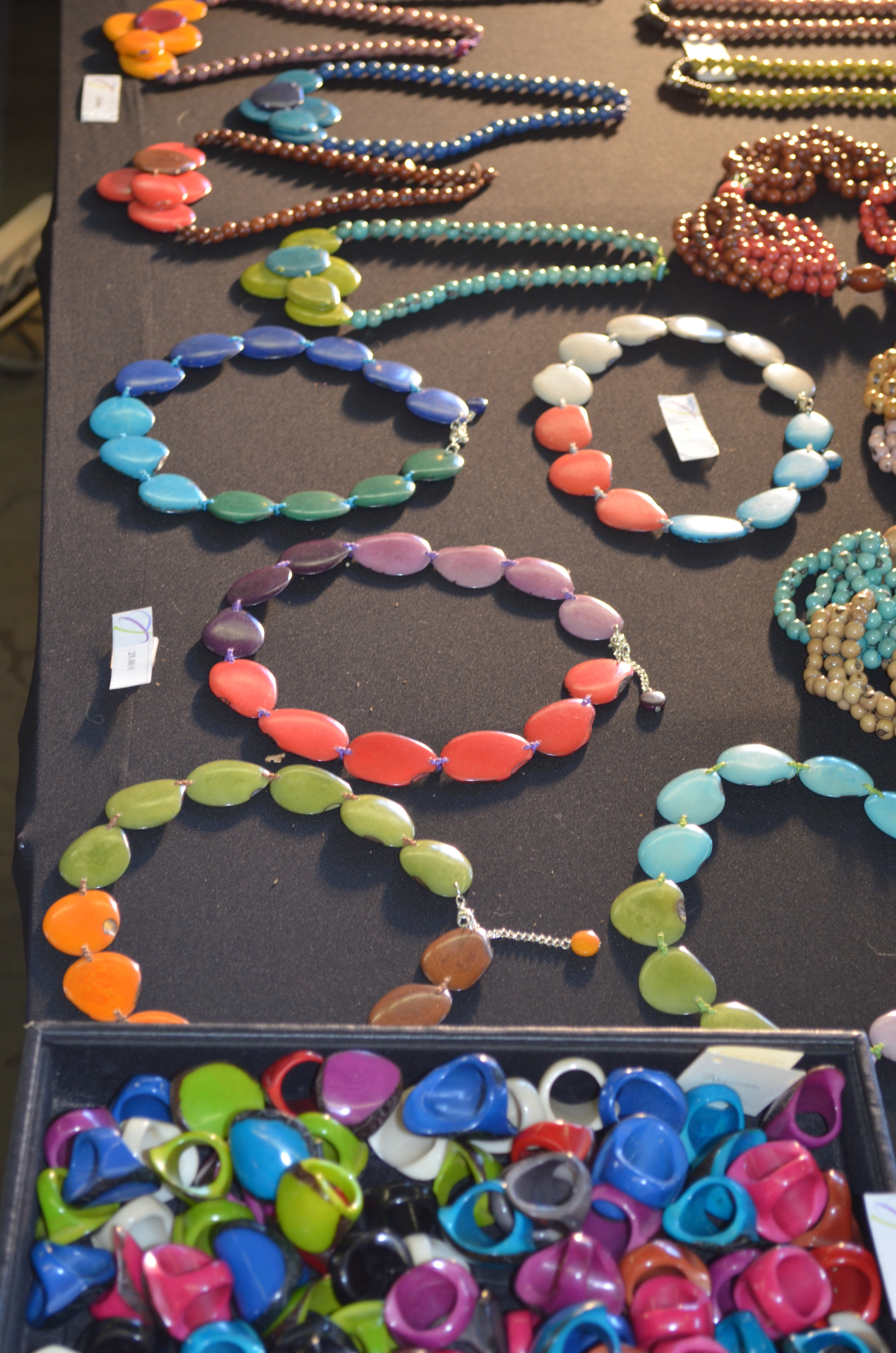
مهره‌های آجیل تاگوا

در آمریکای جنوبی، مهره‌ها را از خشک‌بار تاگوا درست می‌کنند. آجیل تاگوا درون‌دانه بسیار سخت بذرهای نخل فیل (Phytelephas) است که در جنگل‌های مرطوب آمازون رشد می‌کند. به دلیل شباهت رنگ و سختی مغزهای تاگوا به عاج، آنها را عاج گیاهی می‌نامند. مغزهای تاگوا ابتدا رنگ می‌شوند، سپس مهره‌ها از روی آنها تراشیده شده و سپس صیقل داده می‌شوند.
چین به دلیل داشتن مهره‌های سرامیکی، مهره‌های یشم، مهره‌های سکه‌ای (نمونه‌های واقعی سکه‌های گرد ساخته شده از برنز با یک سوراخ مربع در مرکز) و مهره‌هایی که با استفاده از فلز و روش میناکاری ساخته شده‌اند مشهور است.
در افغانستان، منجوق‌ها و سایر تزئینات از لاجورد آبی‌تیره ساخته شده که از معادن آنجا به‌دست آمده است.
از ویژگی‌های مهره‌های هندی، مهره‌های نقره‌ای است که با استفاده از روش ملیله‌کاری ایجاد می‌شوند.
مهره‌های شیشه‌ای ظریف از ایتالیا (ونیز و مورانو) می‌آیند.
در یونان، مهره‌های ناآرام (Worry beads) از چوب زیتون ساخته می‌شود.
جمهوری چک در تولید انواع مهره‌های شیشه‌ای از جمله مهره‌های ریخته‌گری به شکل برگ و گل تخصص دارد.
جمهوری چک و ژاپن تولیدکننده مهره‌های ریز باکیفیت هستند، در حالی که مهره‌های بلوری شیشه‌سرب باکیفیت بالا در اتریش تولید می‌شوند.
ژاپن و دیگر کشورهای اطراف اقیانوس آرام جنوبی تولیدکننده مرواریدهای پرورشی هستند.
بومیان استرالیا به‌طور سنتی از گاسپئیت سبز و زرد موجود در استرالیای غربی مهره و زیور آلات دیگری می‌سازند.
ویژگی‌های آفریقا عبارتند از:

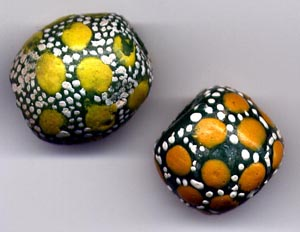
مهره‌های شیشه‌ای کروبو از غنا

- مهره‌های بوکسیت از غنا، با رنگ و ساختار ویژه، برای فروش به اروپا وارد شده است.
- مهره‌های باتیک از غنا و کنیا که به‌طور سنتی توسط قبایل از استخوان‌های گاو اهلی (گاو، گاومیش، شتر) پس از سفید شدن احتمالی ساخته می‌شود، با رنگ‌های طبیعی گیاهان در الگوهای هندسی سفید و سیاه یا قهوه‌ای و سفید، شبیه راه‌راه‌های گورخر یا لکه‌های پلنگ، اغلب آنها گرد یا استوانه‌ای هستند.
- مهره‌های سفالی از مالی با نقوش هندسی برش‌خورده، که به‌طور سنتی به عنوان چرخ نخ‌ریسی پنبه استفاده می‌شود.
- مهره‌های شیشه‌ای غنا شامل ۴ نوع مهره دست‌ساز (مهره‌های شفاف، رنگ‌شده، پودرشده و مهره‌های ریز) ساخته شده از شیشه‌های شکسته بازیافتی می‌شود. تولید آنها عمدتاً توسط دو گروه قومی انجام می‌شود: کروبو (Krobo) و آشانتی (Ashanti)، مهره‌های شیشه‌ای هنوز هم نقش مهمی در فرهنگ غنا دارند و اسرار تولید آنها از نسلی به نسل دیگر منتقل می‌شود.
- در ایران نیز مهره‌هایی از جنس فیروزه و سنگ مرمر سفید و سبز یشمی وجود دارد.

## مصارف دیگر
چرتکه‌ها از مهره‌های قرارگرفته روی میله‌ها ساخته می‌شوند.
توری با مهره‌های رشته‌ای، قسمت خارجی کدو را در ساز موسیقی شِکِره گره می‌زند. حرکات موزون ساز مهره‌ها را به‌حرکت درمی‌آورد که باعث ایجاد صدا می‌شود.
اشیاء مختلفی می‌توانند از مهره‌ها ساخته شوند مانند لوسترها، پرده کرکره، قاب عکس و …
اسباب‌بازی‌هایی با مهره برای کودکان وجود دارد: مهره‌های چوبی بزرگ با رنگ‌های مختلف که بدون نیاز به سوزن روی یک رشته نخ می‌شوند. برای دختران بزرگ‌تر جواهرات خود را (دستبند، گردنبند، تاج) می‌سازند. مهره‌های خلاقیت برای پسران و دختران.

سایر موارد استفاده برای مهره‌ها
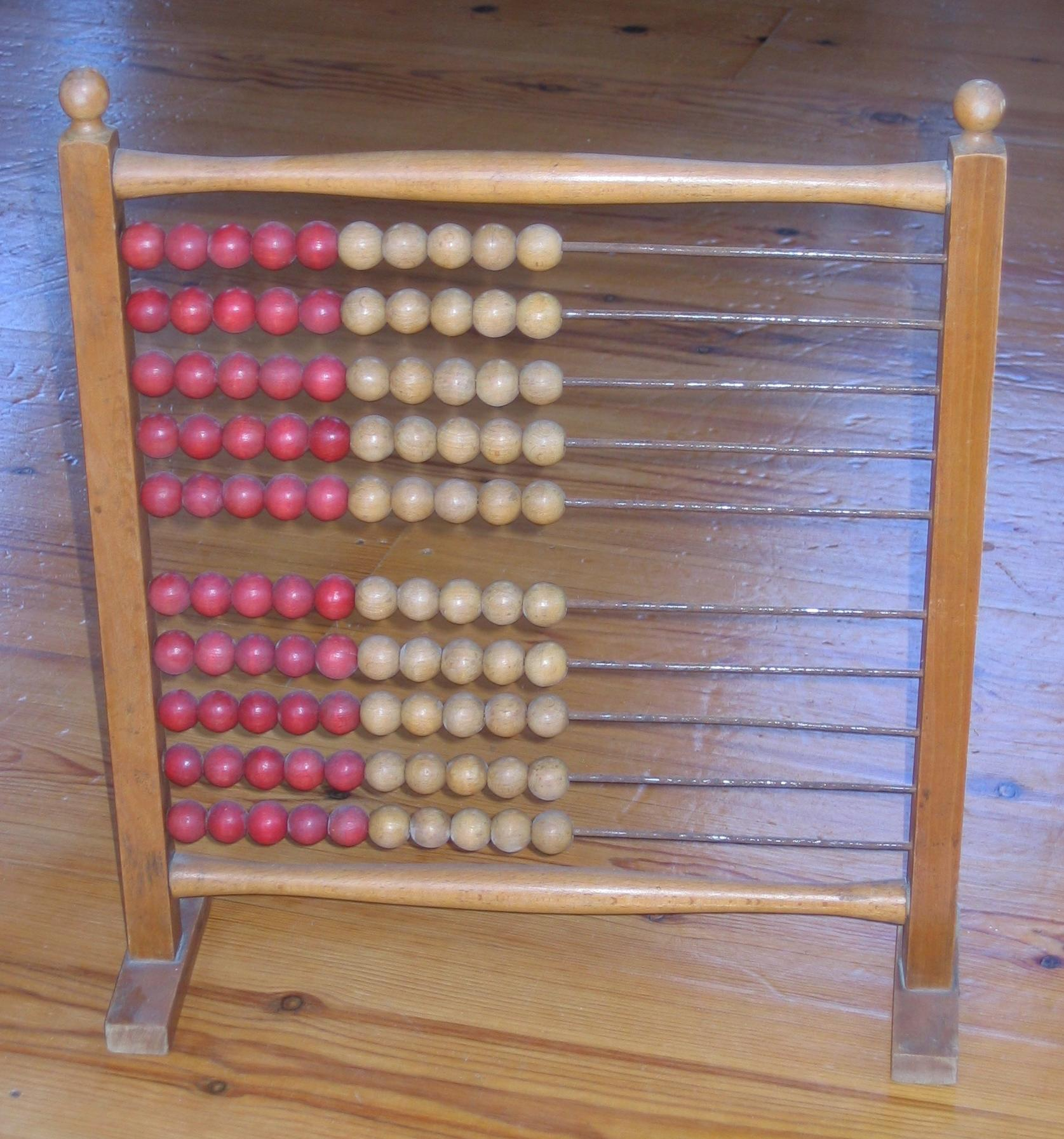
چرتکه و مهره‌ها
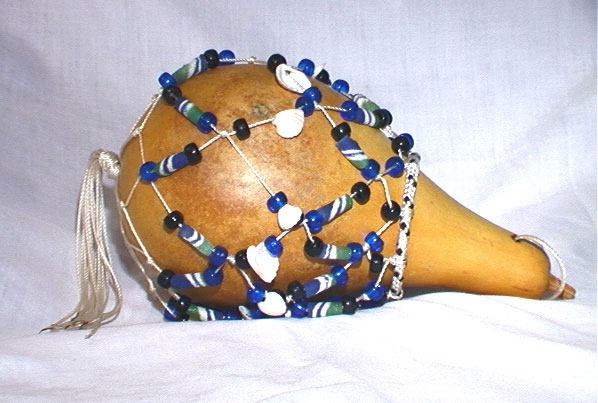
آلت موسیقی شِکِره، سنگال
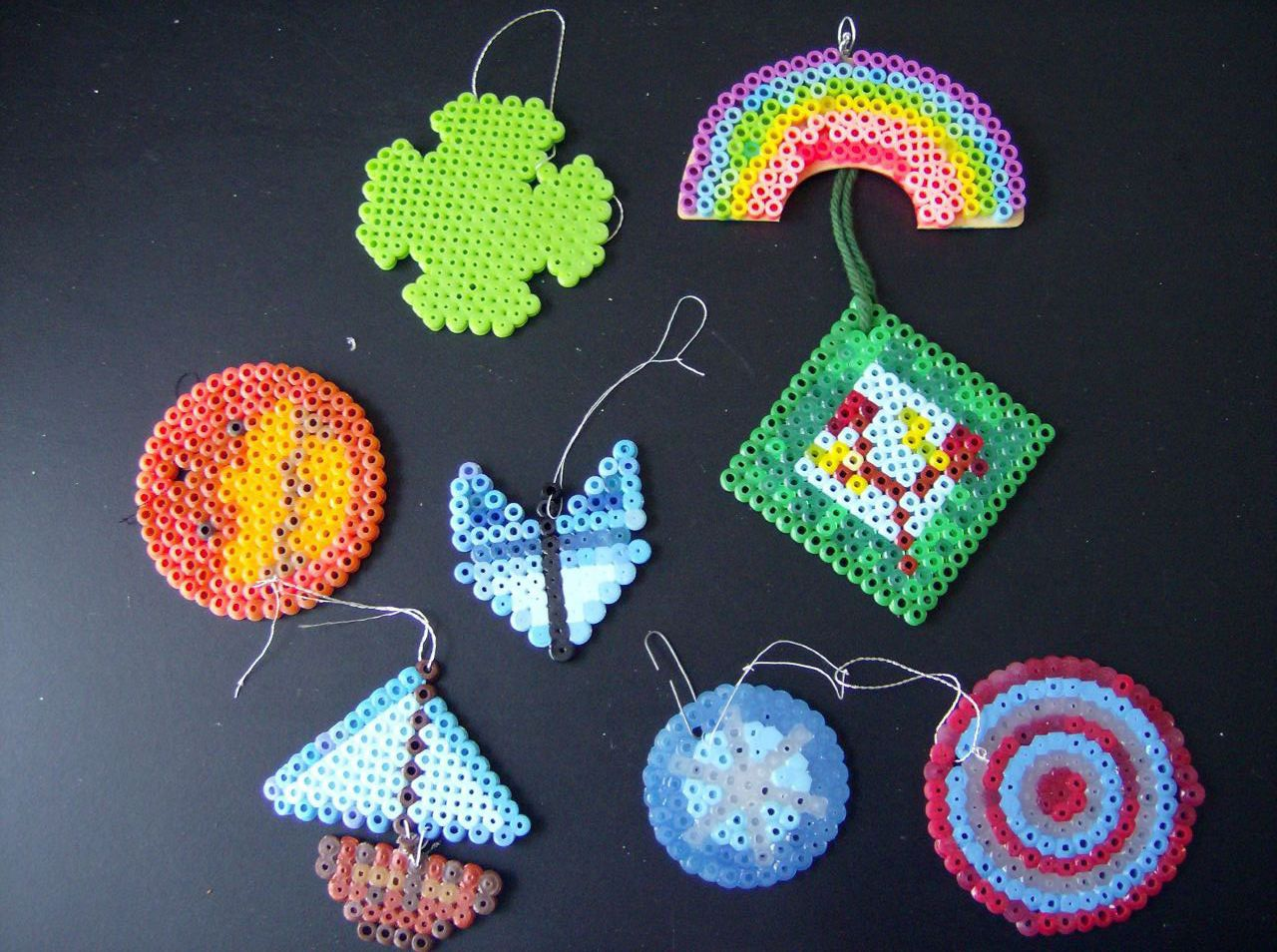
مهره‌های خلاقیت برای کودکان

## نگارخانه

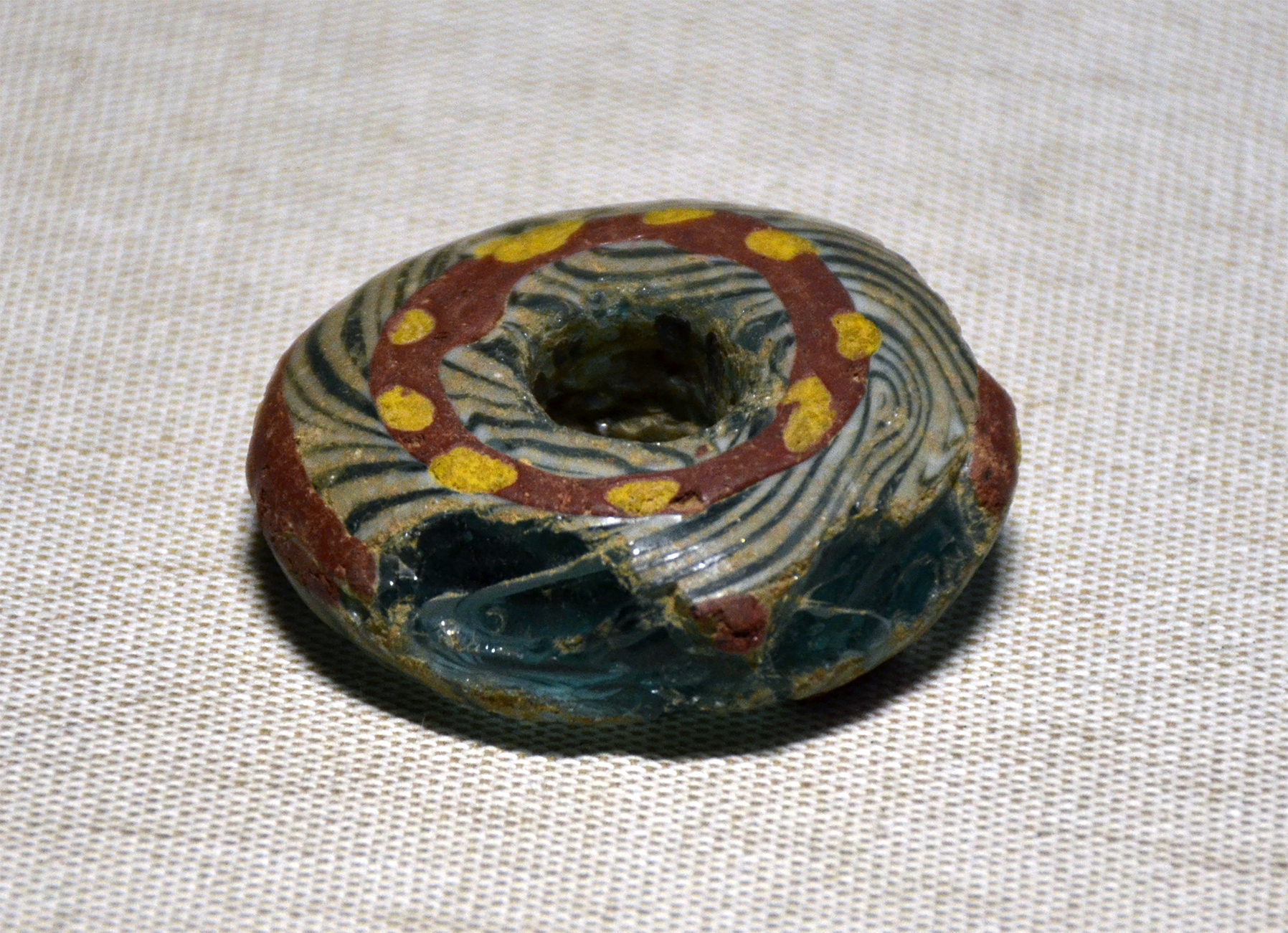
مهره به شکل دونات
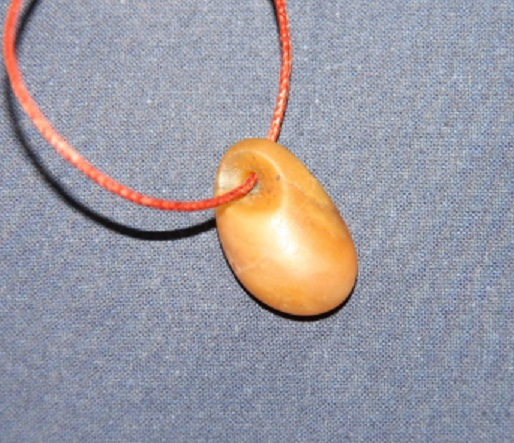
مروارید سلتیک عتیقه، گالیک، سنگ
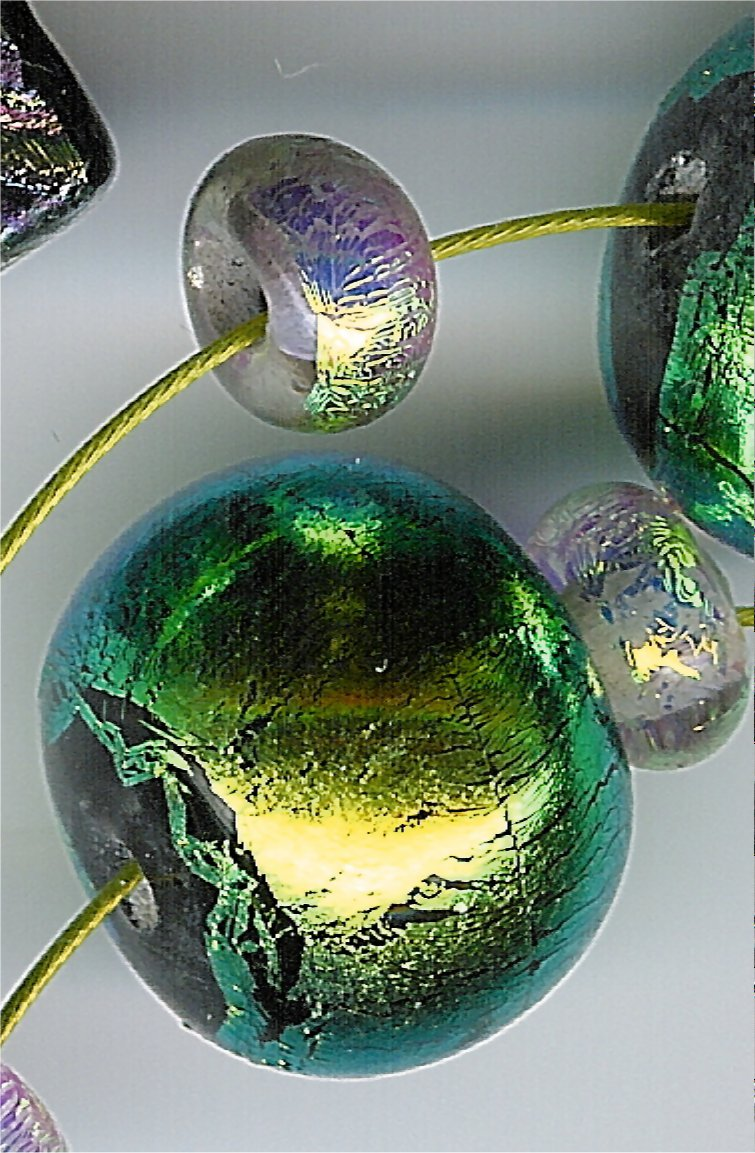
مهره‌های دورنگ براق
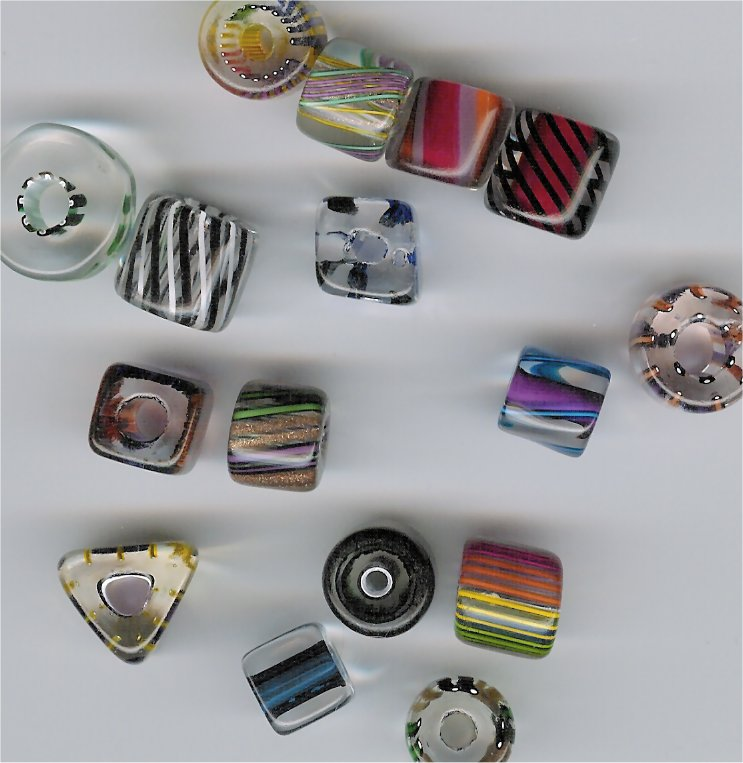
مهره‌های شیشه‌ای کوره
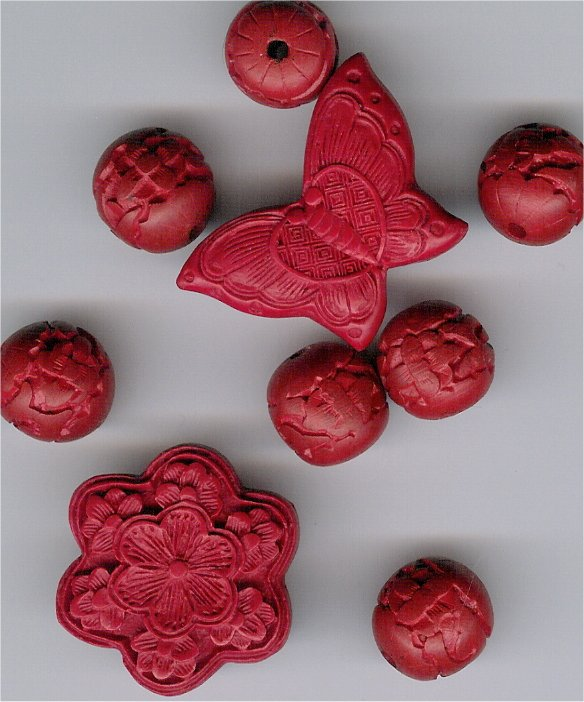
مهره‌های حکاکی‌شده از لاک شنگرف
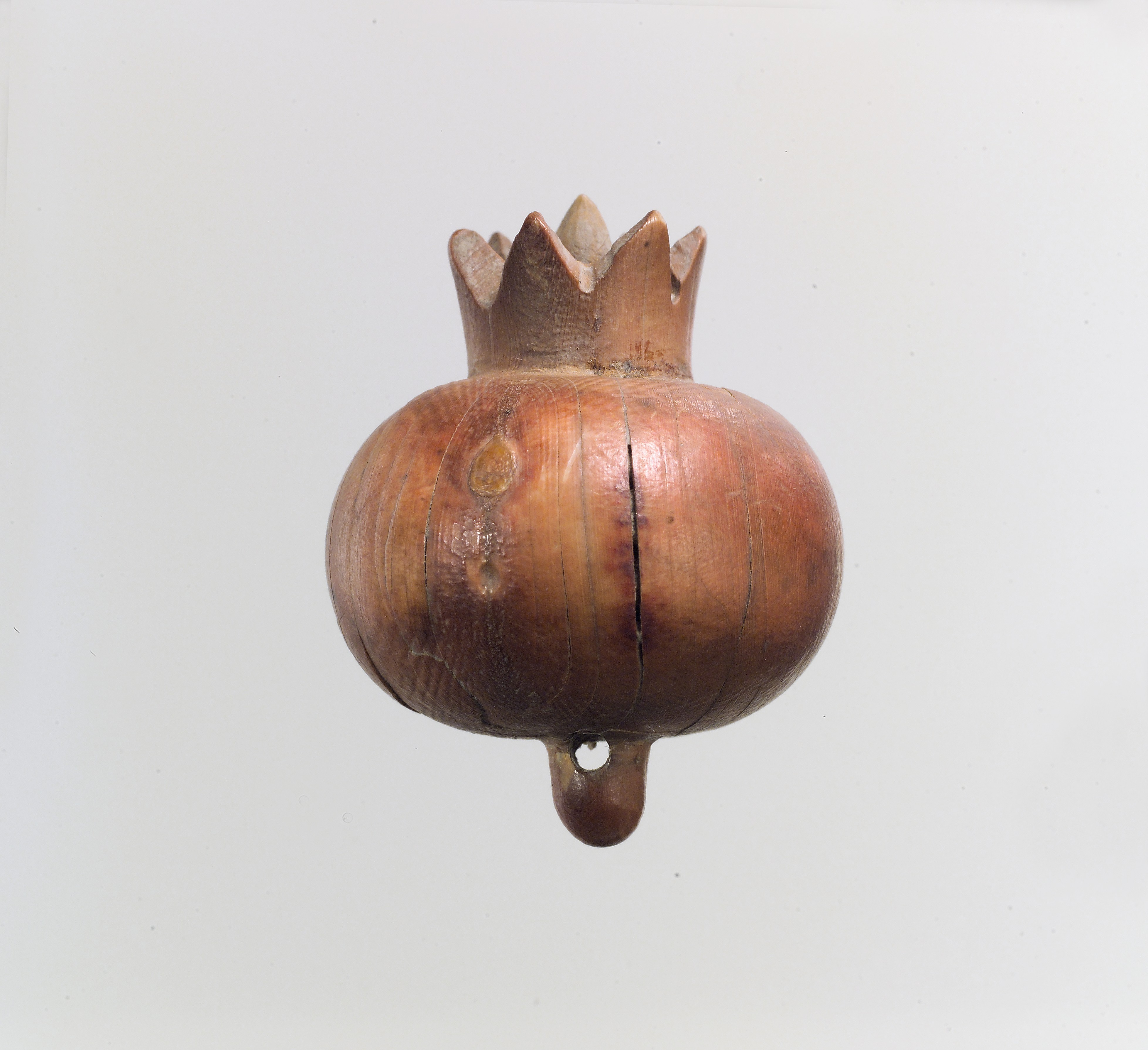
مهره‌ای که یک انار را به تصویر می‌کشد، امپراتوری آشور، قرن ۸، نمایشگاه متروپولیتن نیویورک
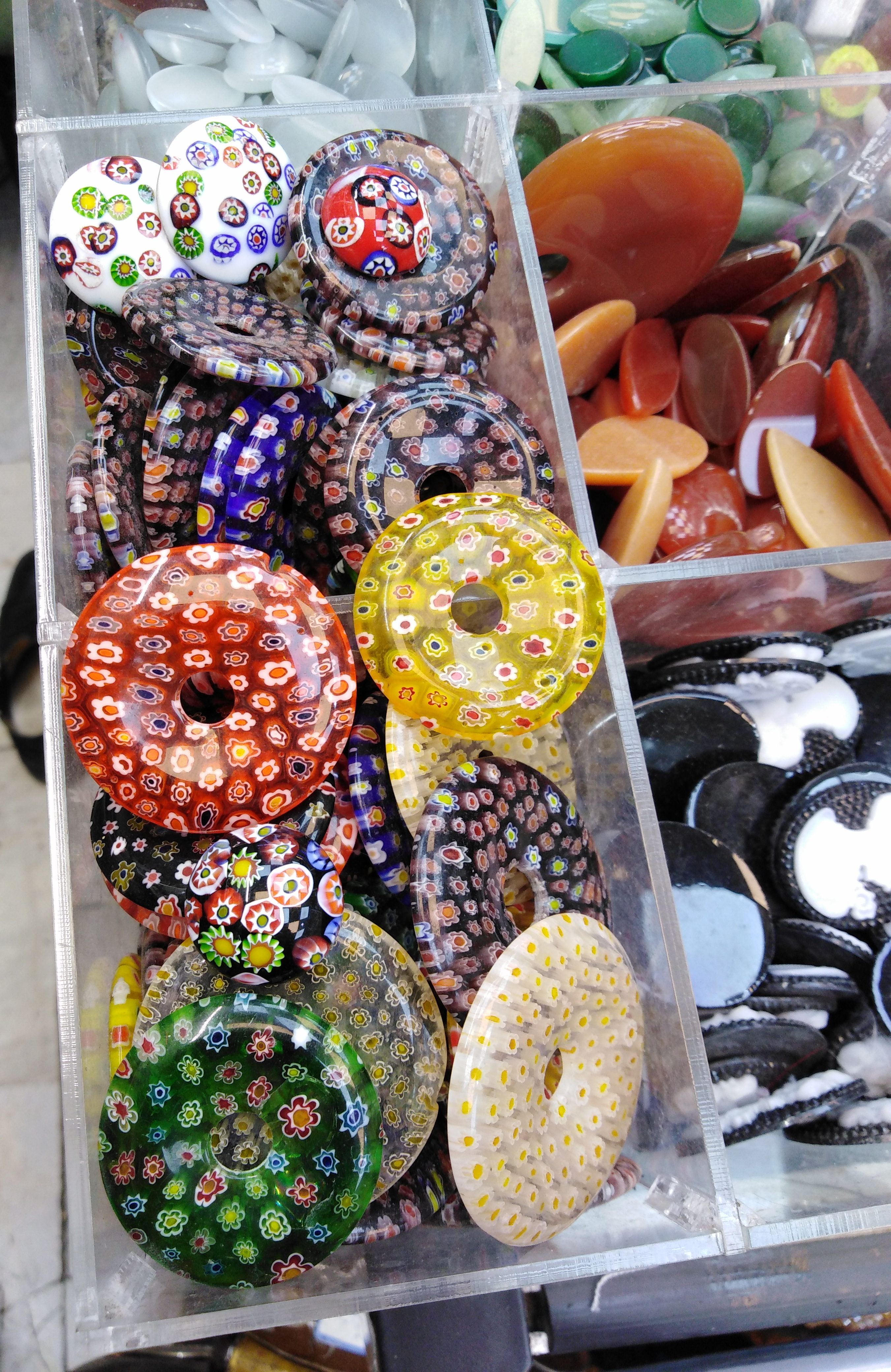
مهره‌های هزاران‌گل در مغازه مهره‌فروشی